# Бисмарк, Отто фон
О́тто Эдуа́рд Леопо́льд, граф фон Би́смарк-Шёнха́узен (1865—1871), фюрст фон Бисмарк (с 1871), герцог цу Ла́уэнбург (одновременно с 1890; нем. Otto Eduard Leopold Fürst von Bismarck-Schönhausen, Herzog zu Lauenburg; 1 апреля 1815, Шёнхаузен, королевство Пруссия — 30 июля 1898, Фридрихсру, королевство Пруссия, Германская империя) — германский государственный и политический деятель, первый канцлер Германской империи, осуществивший план объединения Германии по малогерманскому пути. При выходе в отставку получил ненаследуемый титул герцога Лауэнбургского и чин прусского генерал-полковника в ранге генерал-фельдмаршала.
В Прусском королевстве Бисмарк заслужил среди консерваторов славу представителя интересов юнкеров, служил дипломатом (1851—1862) во времена реакции. В 1862 году был назначен министром-председателем правительства Пруссии. Во время конституционного кризиса выступал против либералов в защиту монархии. Будучи министром иностранных дел, превратил Пруссию в доминирующую силу Германии после Датской войны 1864 года. Во Франко-прусской войне 1870—1871 годов выступал движущей силой решения германского вопроса по малогерманскому пути и участвовал в создании Второго рейха.
Находясь на посту рейхсканцлера и прусского министра-председателя, он имел значительное влияние на политику созданного рейха вплоть до того, как Вильгельм II отправил его в отставку в 1890 году. Во внешней политике Бисмарк придерживался принципа баланса сил (или европейского равновесия — см. Система союзов Бисмарка).
Во внутренней политике время его правления с 1866 года можно разбить на две фазы. Сначала он заключил союз с умеренными либералами. В этот период состоялись многочисленные внутренние реформы, например, внедрение гражданского брака, который был использован Бисмарком для ослабления влияния католической церкви (см. Культуркампф). Начиная с конца 1870-х годов, Бисмарк отдаляется от либералов. В течение этой фазы он прибегает к политике протекционизма и государственного вмешательства в экономику. В 1880-е годы был внедрён антисоциалистический закон. Разногласия с тогдашним кайзером Вильгельмом II привели к отставке Бисмарка.
В последующие годы Бисмарк играл заметную политическую роль, критикуя своих преемников. Благодаря популярности своих мемуаров Бисмарку удавалось длительное время влиять на формирование собственного образа в общественном сознании.
К середине XX века в немецкой исторической литературе доминировала безусловно положительная оценка роли Бисмарка как политика, приведшего к объединению немецких княжеств в единое национальное государство, что частично удовлетворяло национальный интерес. После смерти в его честь возводились многочисленные памятники как символу сильной личной власти. Национальный памятник Бисмарку установлен на площади Большая Звезда в Берлине. Им была создана новая нация, и воплощены прогрессивные системы социального обеспечения. Бисмарк, будучи верным кайзеру, укрепил государство сильной, хорошо подготовленной бюрократией. После Первой мировой войны стали громче звучать критические голоса, обвинявшие Бисмарка, в частности, в сворачивании демократии в Германии. Больше внимания уделялось недостаткам его политики, а деятельность рассматривалась в текущем контексте.

## Биография
Отто фон Бисмарк родился 1 апреля 1815 года в семье мелкопоместных дворян в провинции Бранденбург (ныне — земля Саксония-Анхальт) и 15 мая того же года был крещён в деревенской церкви в Шёнхаузене. Его детство не было счастливым, так как отец часто бил его и издевался над ним. Не был счастливым и брак его родителей, сложившийся в результате не слишком удачного соединения 35-летнего Фердинанда фон Бисмарка и 17-летней Вильгельмины Менкен. Юной Вильгельмине, встречавшей в своей семье людей, близких к прусскому королевскому двору, никак не подходил ни по интересам, ни по кругу общения, ни просто по уровню духовного развития её муж, сельский юнкер. Она пыталась вникнуть в хозяйство, но ничего не выходило. Не лишённая честолюбия, она возлагала надежды на сыновей. Но и здесь её ждали разочарования. Отто был очень способным мальчиком, но мир тонкой эстетики, которым хотела окружить себя его мать, был ему чужд, а сама она не давала сыну материнского тепла, в лучах которого раскрывается детское сердце и формируется характер. Много лет спустя Бисмарк писал, что в детстве чувствовал себя чужим в родительском доме.
Однако общий стиль жизни рода, хранимый и родителями Бисмарка, глубоко вошёл в его натуру. Тридцатидвухлетний Бисмарк в одном из писем с нескрываемой гордостью писал, что в отцовском доме, где его предки столетиями жили, рождались и умирали в одних и тех же покоях, царит консервативный дух, консервативный принцип (Bismarck O.v. Gesammelte Werke) (далее — GW). Bd. 14. S. 74. Консервативный дух определил и стиль жизни Бисмарка и самое существо его личности, а консервативный принцип всегда оставался глубинным принципом всей его деятельности. Все поколения семьи Бисмарков служили правителям на мирном и военном поприщах, однако ничем особенным себя не проявляли. Бисмарки были юнкерами — потомками рыцарей-завоевателей, которые основали поселения на землях к востоку от реки Эльбы. Бисмарки не могли похвастаться обширными землевладениями, богатством или аристократической роскошью, но считались благородными.

### Молодые годы

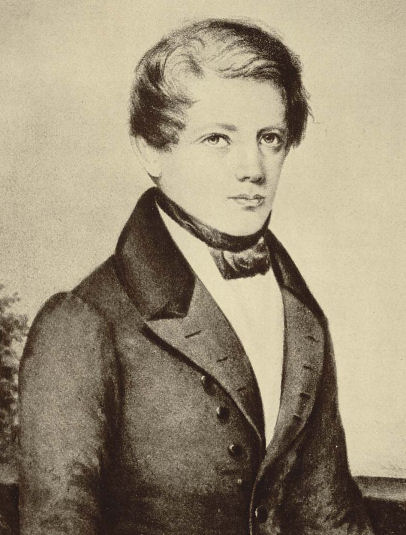
Бисмарк в 1836 году

С 1822 по 1827 год Отто учился в школе Пламана, в которой делался особый упор на физическое развитие. Но молодой Отто не был этим доволен, о чём часто писал родителям. В возрасте двенадцати лет Отто оставил школу Пламана, но из Берлина не уехал, продолжив свою учёбу в гимназии Фридриха Вильгельма на Фридрихштрассе, а когда ему исполнилось пятнадцать лет, перешёл в гимназию «Grauen Kloster». Отто показал себя средним, не выдающимся учеником. Зато он хорошо изучил французский и немецкий языки, увлёкшись чтением иностранной литературы. Его главные интересы находились в области политики прошлых лет, истории военного и мирного соперничества различных стран. В то время юноша, в отличие от своей матери, был далёк от религии.
По окончании гимназии мать определила Отто в университет имени Георга-Августа в Гёттингене, который находился в королевстве Ганновер. Предполагалось, что молодой Бисмарк выучит право и в дальнейшем поступит на дипломатическую службу. Однако Бисмарк не был настроен на серьёзную учёбу, и предпочитал ей развлечения с друзьями, которых в Гёттингене появилось множество. Отто принимал участие в 27 дуэлях, в одной из которых он был ранен в первый и единственный раз в жизни — от раны на щеке у него остался шрам. В целом, Отто фон Бисмарк в ту пору мало чем отличался от «золотой» немецкой молодёжи.
Бисмарк не завершил своё образование в Гёттингене — жизнь на широкую ногу оказалась обременительной для его кармана, и, под угрозой ареста со стороны университетских властей, он в сентябре 1833 года покинул город. В мае 1834 года он поступил в Новый столичный университет Берлина, где через год защитил диссертацию по философии в области политической экономии. На этом его университетское образование закончилось. Естественно, Бисмарк сразу же решил начать карьеру на дипломатическом поприще, на что возлагала большие надежды его мать. Но тогдашний министр иностранных дел Пруссии Ансильон отказал молодому Бисмарку, посоветовав «поискать место в каком-нибудь административном учреждении внутри Германии, а не в сфере европейской дипломатии». Возможно, что на такое решение министра повлияли слухи о бурной студенческой жизни Отто и о его пристрастии к выяснению отношений через дуэль.

### Работа
В итоге Бисмарк поехал работать в Ахен, который совсем недавно вошёл в состав Пруссии. В этом курортном городе ещё ощущалось влияние Франции, и Бисмарк, главным образом, занимался проблемами, связанными с присоединением этой пограничной территории к таможенному союзу, в котором доминировала Пруссия. Но работа, по словам самого Бисмарка, «была необременительной» и у него оставалось множество времени на чтение и наслаждение жизнью. В этот период он чуть не женился на дочери английского приходского священника Изабелле Лорейн-Смит.
Впав в немилость в Ахене, Бисмарк был вынужден поступить на военную службу — весной 1838 года он записался в гвардейский батальон егерей. Однако болезнь матери сократила срок его службы: долгие годы забот о детях и поместье подорвали её здоровье. Смерть матери поставила точку в метаниях Бисмарка в поисках дела — стало совершенно понятно, что ему придётся заниматься управлением своими померанскими поместьями.
Обосновавшись в Померании, Отто фон Бисмарк начал задумываться над способами увеличения доходности своих поместий и вскоре завоевал уважение своих соседей, как теоретическими знаниями, так и практическими успехами. Жизнь в поместье сильно дисциплинировала Бисмарка, особенно если сравнивать со студенческими годами. Он показал себя сметливым и практичным землевладельцем. Но всё же студенческие повадки давали о себе знать и вскоре окрестные юнкеры прозвали его «бешеным».
Бисмарк сильно сблизился со своей младшей сестрой Мальвиной, которая закончила обучение в Берлине. Между братом и сестрой возникла духовная близость, вызванная сходством во вкусах и симпатиях.
Бисмарк никогда больше не переставал считать себя верующим в Бога и последователем Мартина Лютера. Каждое утро он начинал с чтения отрывков из Библии.

### Политическая карьера
Бисмарку впервые выпала возможность войти в политику в качестве депутата вновь образованного Объединённого ландтага прусского королевства. Он решил не терять этот шанс и 19 мая 1847 года занял своё депутатское место, на время отложив собственную свадьбу. Это было время острейшего противостояния либералов и консервативных про-королевских сил: либералы требовали от Фридриха Вильгельма IV утверждения конституции и больших гражданских свобод, но король не торопился их даровать; ему были нужны деньги на строительство железной дороги из Берлина в Восточную Пруссию. Именно с этой целью он и созвал в апреле 1847 года Объединённый ландтаг, состоящий из представителей восьми провинциальных ландтагов.
После первой же своей речи в ландтаге Бисмарк приобрёл скандальную известность. В своей речи он постарался опровергнуть утверждение депутата-либерала о конституционном характере войны за освобождение 1813 года. В результате, благодаря прессе, «бешеный юнкер» из Померании превратился в «бешеного» депутата Берлинского ландтага. Ещё через месяц Отто заработал себе прозвище «Преследователь Финке» из-за своих постоянных нападок на кумира и рупора либералов Георга фон Финке. В стране постепенно зрели революционные настроения; особенно среди городских низов и рабочих, недовольных ростом цен на продовольствие. В этих условиях Отто фон Бисмарк и Иоганна Путткамер наконец поженились.
1848 год принёс целую волну революций — во Франции, Италии, Австрии. В Пруссии революция также вспыхнула под давлением патриотически настроенных либералов, которые требовали объединения Германии и создания Конституции. Король был вынужден принять требования. Бисмарк поначалу испугался революции и даже собирался помогать вести армию на Берлин, но вскоре его пыл остыл, и осталось только уныние и разочарование в монархе, который пошёл на уступки.

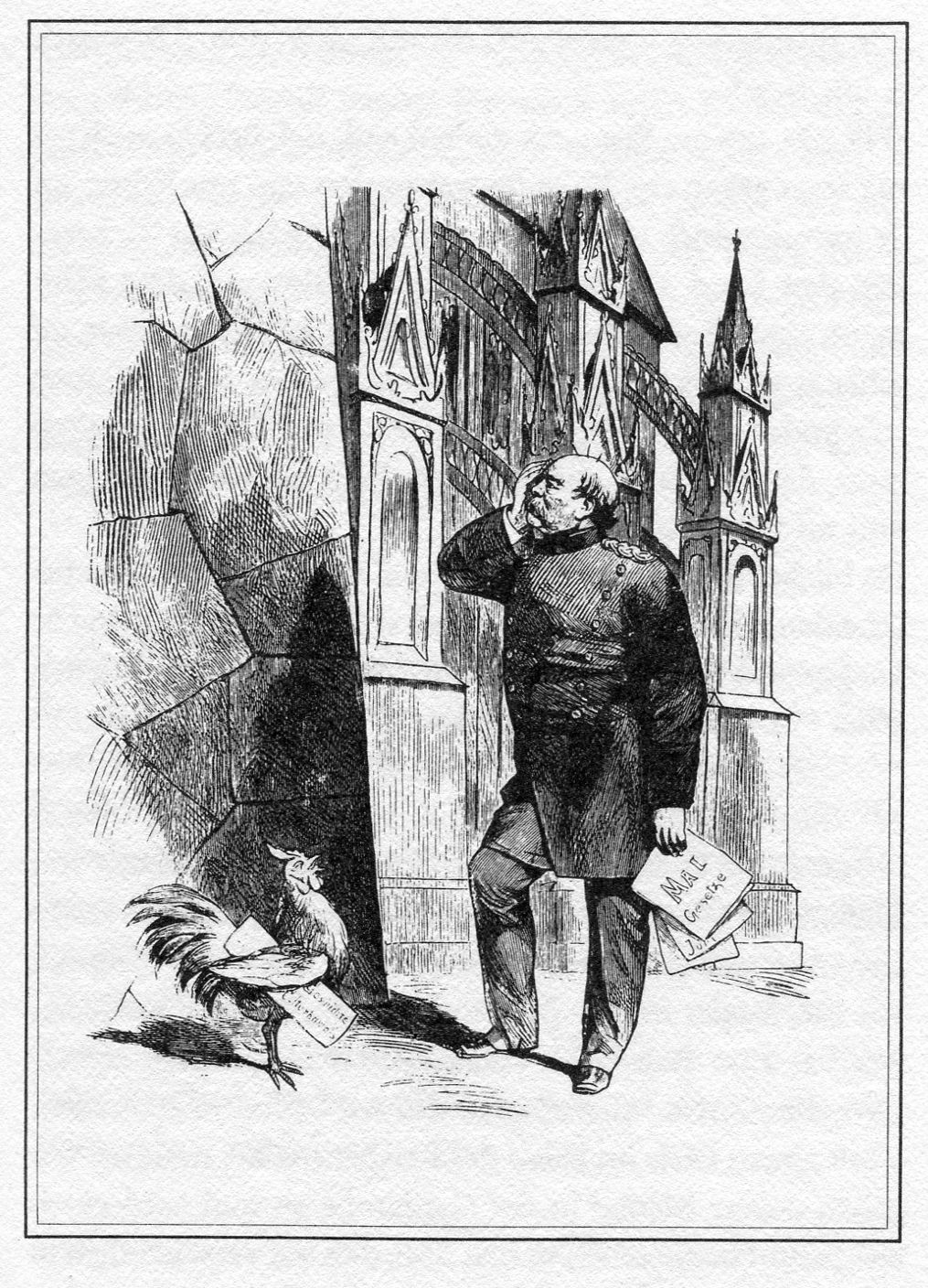
Бисмарк: «Стена каменная. Мой лоб — не железный. Чего ради я буду биться об неё?» Здесь и далее

Из-за репутации неисправимого консерватора у Бисмарка не было шансов пройти в новое Прусское национальное собрание, избранное путём всеобщего голосования мужской части населения. Отто боялся за традиционные права юнкеров, но вскоре успокоился и признал, что революция оказалась менее радикальной, чем казалась. Ему ничего не оставалось, кроме как вернуться в свои поместья и писать в новую консервативную газету «Кройццайтунг». В это время происходит постепенное усиление так называемой «камарильи» — блока консервативно настроенных политиков, в который входил и Отто фон Бисмарк.
Логичным итогом усиления камарильи стал контрреволюционный переворот 1848 года, когда король прервал заседание парламента и ввёл войска в Берлин. Несмотря на все заслуги Бисмарка в подготовке этого переворота, король отказал ему в министерском посте, заклеймив «заядлым реакционером». Король совершенно не был настроен развязывать руки реакционерам: вскоре после переворота он опубликовал Конституцию, которая совмещала принцип монархии с созданием двухпалатного парламента. Монарх также оставлял за собой право абсолютного вето и право управлять при помощи чрезвычайных указов. Эта Конституция не оправдала чаяний либералов, но Бисмарку всё равно казалась слишком прогрессивной.
Однако Бисмарк вынужден был смириться и решил попробовать выдвинуться в нижнюю палату парламента. С большими трудностями Бисмарку удалось пройти оба тура выборов. Своё место депутата он занял 26 февраля 1849 года. Однако негативное отношение Бисмарка к германскому объединению и Франкфуртскому парламенту сильно ударило по его репутации. После роспуска парламента королём Бисмарк практически потерял шансы быть переизбранным. Но ему на этот раз повезло, ибо король изменил избирательную систему, что избавило Бисмарка от необходимости вести предвыборную борьбу. 7 августа Отто фон Бисмарк вновь занял своё депутатское место.
Прошло немного времени, и между Австрией и Пруссией возник серьёзный конфликт, который мог перерасти в полномасштабную войну. Оба государства считали себя лидерами германского мира и старались втянуть в орбиту своего влияния мелкие немецкие княжества. На этот раз камнем преткновения стал Эрфурт, и Пруссии пришлось уступить, заключив «Ольмюцкое соглашение». Бисмарк активно поддерживал это соглашение, так как считал, что Пруссия не смогла бы выиграть в этой войне. После некоторых колебаний король назначил Бисмарка представителем Пруссии во франкфуртский бундестаг. Вскоре Бисмарк познакомился с известнейшим политическим деятелем Австрии Клеменсом фон Меттернихом.
Во время Крымской войны Бисмарк противился попыткам Австрии провести мобилизацию германских армий для войны с Россией. Он стал ярым приверженцем Германского союза и противником австрийского доминирования. В результате Бисмарк стал главным сторонником союза с Россией и Францией (ещё совсем недавно воевавших друг с другом), направленного против Австрии. В первую очередь было необходимо установить контакт с Францией, для чего Бисмарк отбыл в Париж 4 апреля 1857 года, где встретился с императором Наполеоном III, который не произвёл на него особого впечатления. Но из-за болезни короля и резкого разворота внешней политики Пруссии планам Бисмарка не суждено было осуществиться и его отправили послом в Россию.

### ВСанкт-Петербурге(1859—1862)
По мнению, господствующему в российской историографии, огромное влияние на формирование Бисмарка как дипломата во время пребывания в России оказало его общение с русским вице-канцлером А. М. Горчаковым. У Бисмарка уже тогда были необходимые на этом посту дипломатические качества. Он обладал природным умом и политической прозорливостью.
Горчаков пророчил Бисмарку великое будущее. Однажды, уже будучи канцлером, он сказал, указывая на Бисмарка: «Посмотрите на этого человека! При Фридрихе Великом он мог бы стать его министром».
В России Бисмарк изучил русский язык, очень прилично на нём изъяснялся и понял суть свойственного русским образа мысли, что очень помогло ему в дальнейшем в выборе правильной политической линии в отношении России.
Он принимал участие в русской царской забаве — медвежьей охоте и даже убил двух медведей, но прекратил это занятие, заявив, что непорядочно выступать с ружьём против безоружных животных. В одной из этих охот он так сильно обморозил ноги, что стоял вопрос об ампутации.
В январе 1861 года король Фридрих Вильгельм IV скончался, и его место занял бывший регент Вильгельм I, после чего Бисмарка перевели послом в Париж. На это время приходится его увлечение 22-летней княгиней Е. Н. Орловой, женой русского посла Н. А. Орлова.

### Семья и дети
Несмотря на то, что по политическим соображениям свадьбу пришлось отложить, она состоялась 28 июля 1847 года в Райнфельде. Избранницей стала Иоганна фон Путткамер, руки которой в весьма дипломатичном и изысканном письме он попросил у отца Иоганны.
В браке родились два сына и дочь:

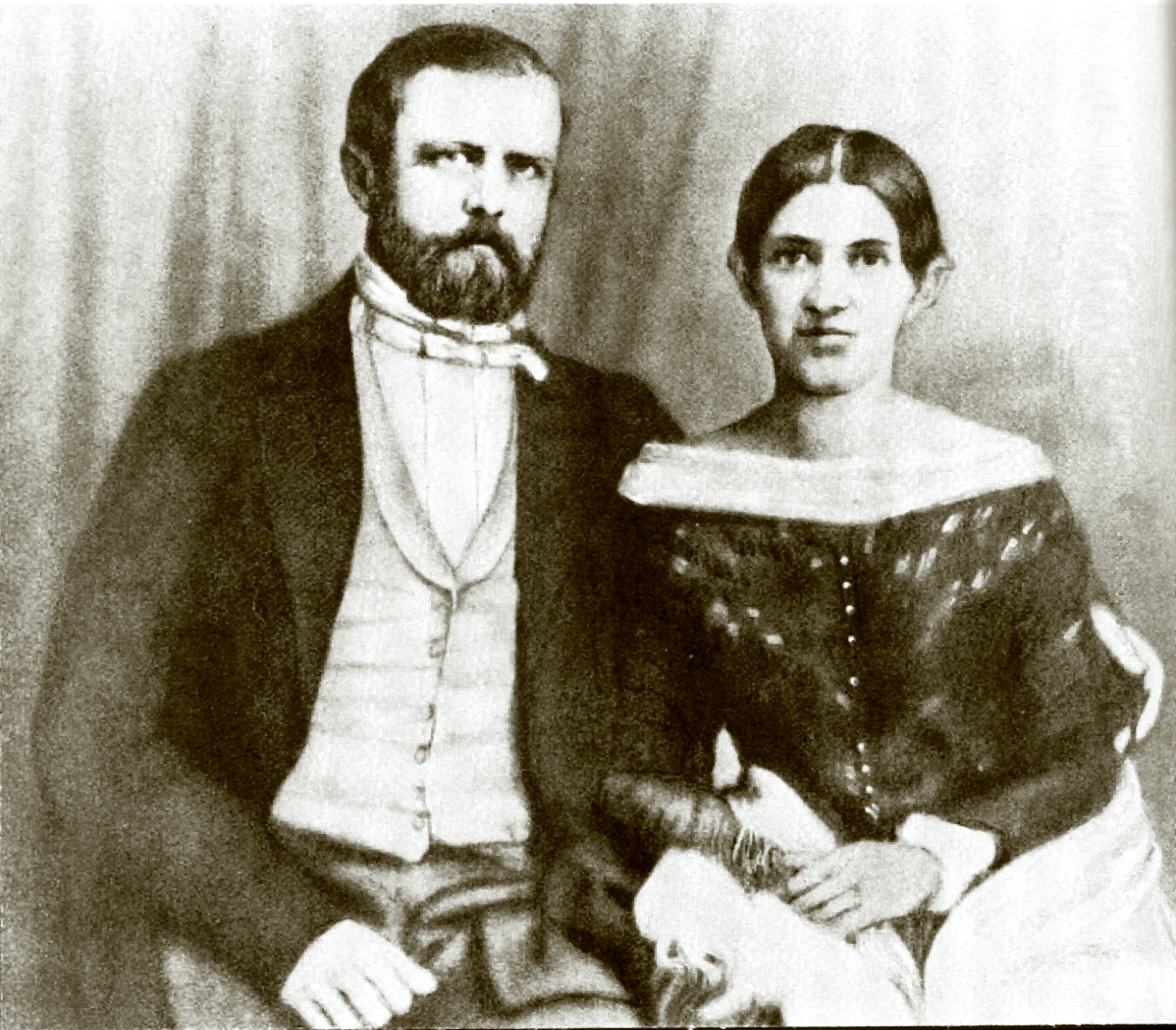
Бисмарк с супругой

- Мария (1848—1926), вышла замуж за дипломата Куно фон Ранцау (1843—1917), детей не было
- Герберт (1849—1904), имел роман с замужней княгиней Элизабет цу Каролат-Бейтен, но по настоянию отца женился на Маргарите Мальвине, графине фон Хойос (1871—1945), 5 детей:
  - Ханна фон Бредов (1893—1971)
  - Мария Гёдела, графиня Бисмарк-Шенхаузен (1896—1981)
  - Отто фон Бисмарк младший[нем.] (1897—1975)
  - Готфрид фон Бисмарк-Шенхаузен (1901—1949)
  - Альбрехт Эдзард «Эдди» Генрих Карл фон Бисмарк-Шенхаузен (1903—1970)
- Вильгельм (1852—1901) женился на своей двоюродной сестре Сибилле фон Арним (1864—1945), 4 детей:
  - Герта (1886-?)
  - Ирина (1888—1982)
  - Дороти (1892—1975)
  - Николаус фон Бисмарк-Шенхаузен (1896—1940)

Вместе с супругой и детьми Бисмарк путешествовал по многим местам, где ранее жил и находился по службе. В частности, ездил во Франкфурт, Санкт-Петербург и Париж. В письме, отправленном жене, писал о детях: «Эти трое — самое прекрасное, что у меня когда-либо было, и это единственная причина, по которой я все ещё здесь».

### Объединение Германии

#### Железом и кровью
Бисмарк последовательно проводил политику по объединению Германии. Словосочетание «железом и кровью» (нем. Blut und Eisen) было сказано премьер-министром Пруссии Отто фон Бисмарком 30 сентября 1862 года в речи перед бюджетным комитетом парламента.
Основное назначение речи состояло в попытке Бисмарка преодолеть раскол между правительством и парламентом. Парламент отказался выделять средства на осуществление запланированной реформы в армии, однако либеральное большинство не отказывалось от идеи некоторой реорганизации и усиления армии. Оно потребовало гарантировать сохранение двухлетнего срока службы в армии, и не распускать ландвер, в котором были сильны либеральные настроения.
Чтобы достичь взаимопонимания и получить поддержку со стороны прусского парламента, 30 сентября 1862 премьер-министр Пруссии Отто фон Бисмарк выступил с речью, где среди прочего было сказано:
Не на либерализм Пруссии взирает Германия, а на её власть; пусть Бавария, Вюртемберг, Баден будут терпимы к либерализму. Поэтому вам никто не отдаст роль Пруссии; Пруссия должна собрать свои силы и сохранить их до благоприятного момента, который несколько раз уже был упущен. Границы Пруссии в соответствии с Венскими соглашениями не благоприятствуют нормальной жизни государства; не речами и решениями большинства решаются важные вопросы современности — это была крупная ошибка 1848 и 1849 годов, — а железом и кровью.
Здесь Бисмарк опирался на стихи Макса фон Шенкендорфа, ушедшего на войну добровольцем в 1813 году (русский подстрочный перевод):

Так как только железо может спасти нас,

Освободить нас сможет лишь кровь

От тяжелых цепей греха,

От самоуверенности Зла

Оригинальный текст (нем.)Denn nur Eisen kann uns retten

Uns erlösen kann nur Blut

von der Sünde schweren Ketten,

Von des Bösen Übermut.

Таким образом Бисмарк выступил за активную внешнюю политику. Хотя либеральное большинство парламента было согласно с тем, что «германский вопрос» не может быть разрешён без насилия, речь Бисмарка была расценена, особенно (либеральной) прессой, как прямой призыв к насилию и как внешнеполитическая афера.
Предыстория такова: регент при недееспособном короле Фридрихе Вильгельме IV — принц Вильгельм, тесно связанный с армией, был крайне недоволен существованием ландвера — территориальной армии, сыгравшей решающую роль в борьбе с Наполеоном и сохранявшей либеральные настроения. Более того, относительно независимый от правительства ландвер оказался неэффективным при подавлении революции 1848 года. Поэтому он поддержал военного министра Пруссии Роона в разработке военной реформы, предполагавшей создание регулярной армии с увеличенным до 3 лет сроком службы в пехоте и четырёх лет в кавалерии. Военные расходы предполагалось увеличить на 25 %. Это встретило сопротивление, и король распустил либеральное правительство, заменив его реакционной администрацией. Но бюджет опять не был утверждён.
В это время активно развивалась европейская торговля, важную роль в которой играла Пруссия со своей интенсивно развивающейся промышленностью, препятствием чему была Австрия, практикующая позицию протекционизма. Для нанесения ей морального ущерба, Пруссия признала легитимность итальянского короля Виктора-Эммануила, пришедшего к власти на волне революции против Габсбургов.
В 1861 году Вильгельм стал прусским королём Вильгельмом I, встретившим противодействие депутатов Ландтага по бюджетному вопросу, что вылилось в конституционный кризис. Для его преодоления было решено отозвать из Парижа Бисмарка, бывшего там послом.
Вильгельм, зная позицию Бисмарка, как крайнего консерватора, имел в отношении этого назначения серьёзные сомнения. Однако на аудиенции в Бабельсберге 22 сентября 1862 года Бисмарк заверил короля, что будет служить ему так же верно, как вассал своему сюзерену. 23 сентября 1862 года король назначил Бисмарка министром-председателем правительства Пруссии, наделив его широкими полномочиями.
Бисмарк сформировал свой кабинет из консервативных министров, среди которых практически не было ярких личностей, кроме Роона. Затем Бисмарк обратил внимание на «дыру в конституции», в которой не был прописан механизм действий правительства во время конституционного кризиса.
В своей известной речи в нижней палате ландтага он заявил, что принцип голосования путём принятия решения большинством голосов был большой ошибкой в 1848—1849 годах. И потому важнейшие решения должны приниматься, опираясь на «железо и кровь». При этом он имел в виду в первую очередь объединение Германии. Бисмарк был уверен, что настало подходящее время для соперничества Пруссии и Австрии за доминирование на немецкой земле.
Почувствовав опасность, Австрия проявила инициативу в созыве конференции правителей всех немецких государств с целью выработки далеко идущих федеральных реформ под председательством Франца-Иосифа и дальнейшего проведения всеобщих выборов в национальный парламент. Последний приехал на курорт в Гастайнертале, где в то время находился Вильгельм, но Бисмарк, не без нервного срыва у каждого участника обсуждения, всё же убедил короля Вильгельма отказаться. Собравшиеся без Пруссии по традиции снова во Франкфурте-на-Майне руководители немецких государств пришли к выводу, что объединённая Германия немыслима без участия Пруссии. Надежды Австрии на гегемонию в немецком пространстве рухнули навсегда.

#### Присоединение Шлезвига и Гольштейна

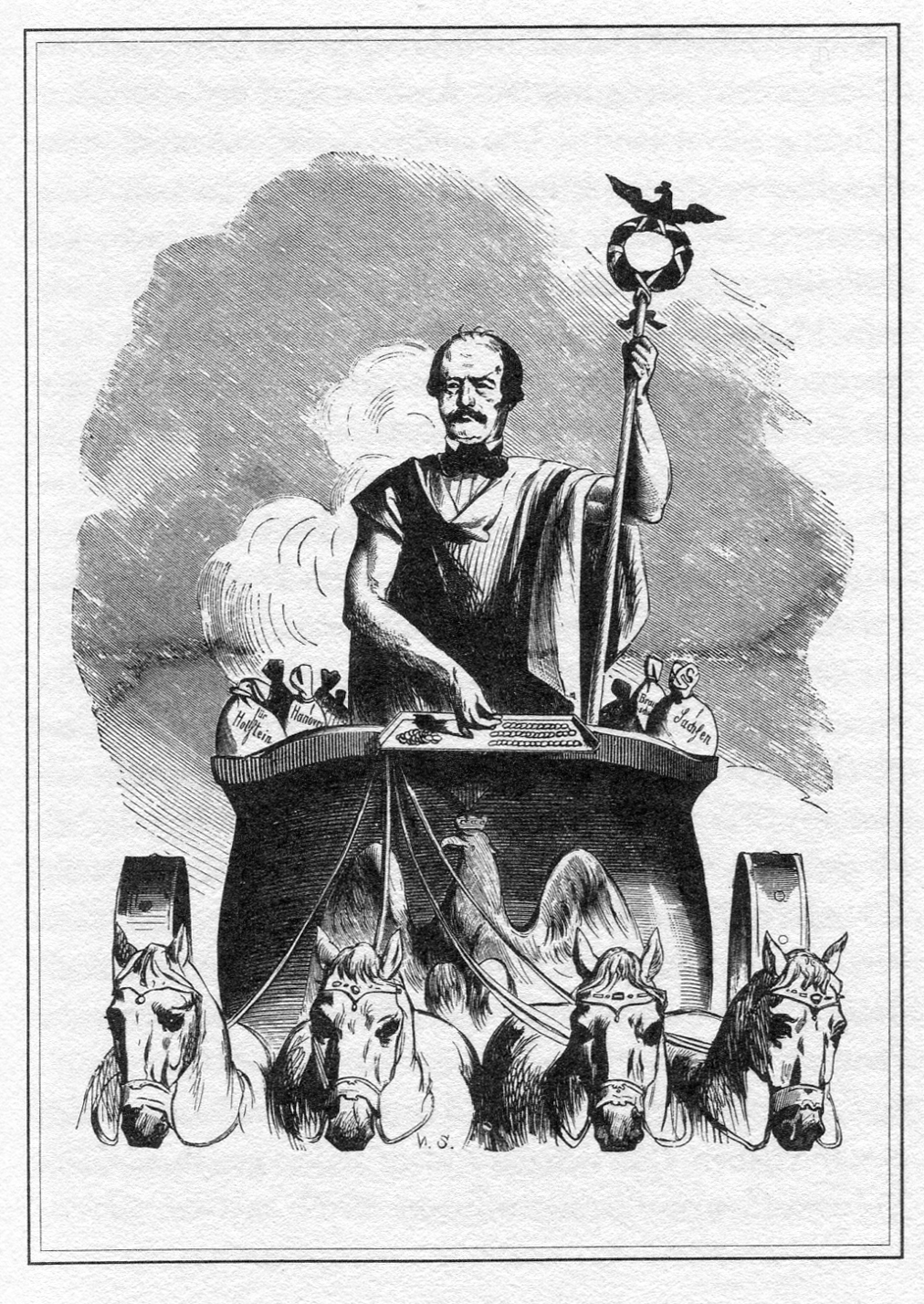
Бисмарк — триумфатор

В 1864 году вспыхнула война с Данией по вопросу статуса Шлезвига и Гольштейна, которые были южной частью Дании, но в которых преобладали этнические немцы. Конфликт тлел уже давно, но обострился с новой силой под давлением националистов с обеих сторон. В итоге прусские войска заняли Шлезвиг-Гольштейн и вскоре эти герцогства были поделены между Пруссией и Австрией. Однако это не было окончанием конфликта, кризис в отношениях между Австрией и Пруссией постоянно тлел, но не угасал.

#### Присоединение Западной Германии
В 1866 году стало понятно, что войны не избежать, и обе стороны начали мобилизацию своих военных сил. Пруссия находилась в тесном союзе с Италией, которая давила на Австрию с юго-запада и стремилась занять Венецию. Прусские армии довольно быстро заняли большую часть северных германских земель и были готовы к основной кампании против Австрии. Австрийцы терпели одно поражение за другим, и были вынуждены принять мирный договор, навязанный Пруссией. К последней отошли Гессен-Кассель, Нассау, Ганновер, Шлезвиг-Гольштейн и Франкфурт-на-Майне.

#### Создание Северогерманского союза
Война с Австрией сильно вымотала канцлера и подорвала его здоровье. Бисмарк взял отпуск. Но отдыхать ему пришлось недолго. С начала 1867 года Бисмарк упорно работал над созданием Конституции Северогерманской конфедерации. После некоторых уступок ландтагу Конституция была принята, и Северогерманский союз появился на свет. Две недели спустя Бисмарк стал канцлером. Подобное усиление Пруссии сильно взволновало правителей Франции и России. И если с Александром II отношения оставались довольно тёплыми, то французы были настроены к немцам очень негативно. Страсти подогревал испанский кризис престолонаследия. Одним из претендентов на испанский престол был Леопольд, принадлежавший к бранденбургской династии Гогенцоллернов, и Франция не могла допустить его к важному испанскому престолу. В обеих странах стали править патриотические настроения. К тому же южногерманские земли находились под сильным влиянием Франции, что препятствовало столь желанному объединению Германии. Война не заставила себя долго ждать.

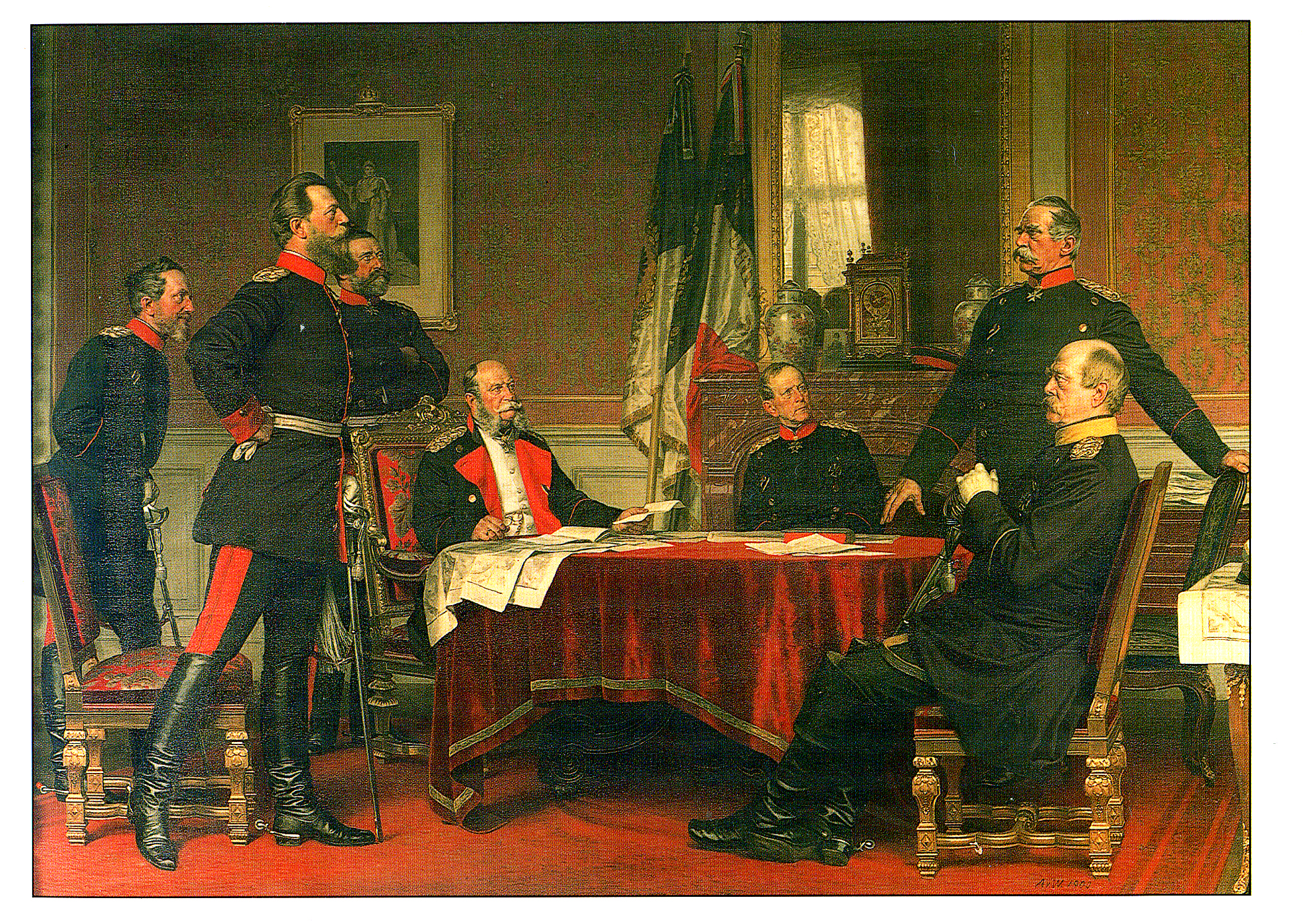
Германская штаб-квартира в Версале. Слева направо: Блюменталь, наследный принц Фридрих, Верди дю Вернуа, Вильгельм I, Мольтке, Роон, Бисмарк

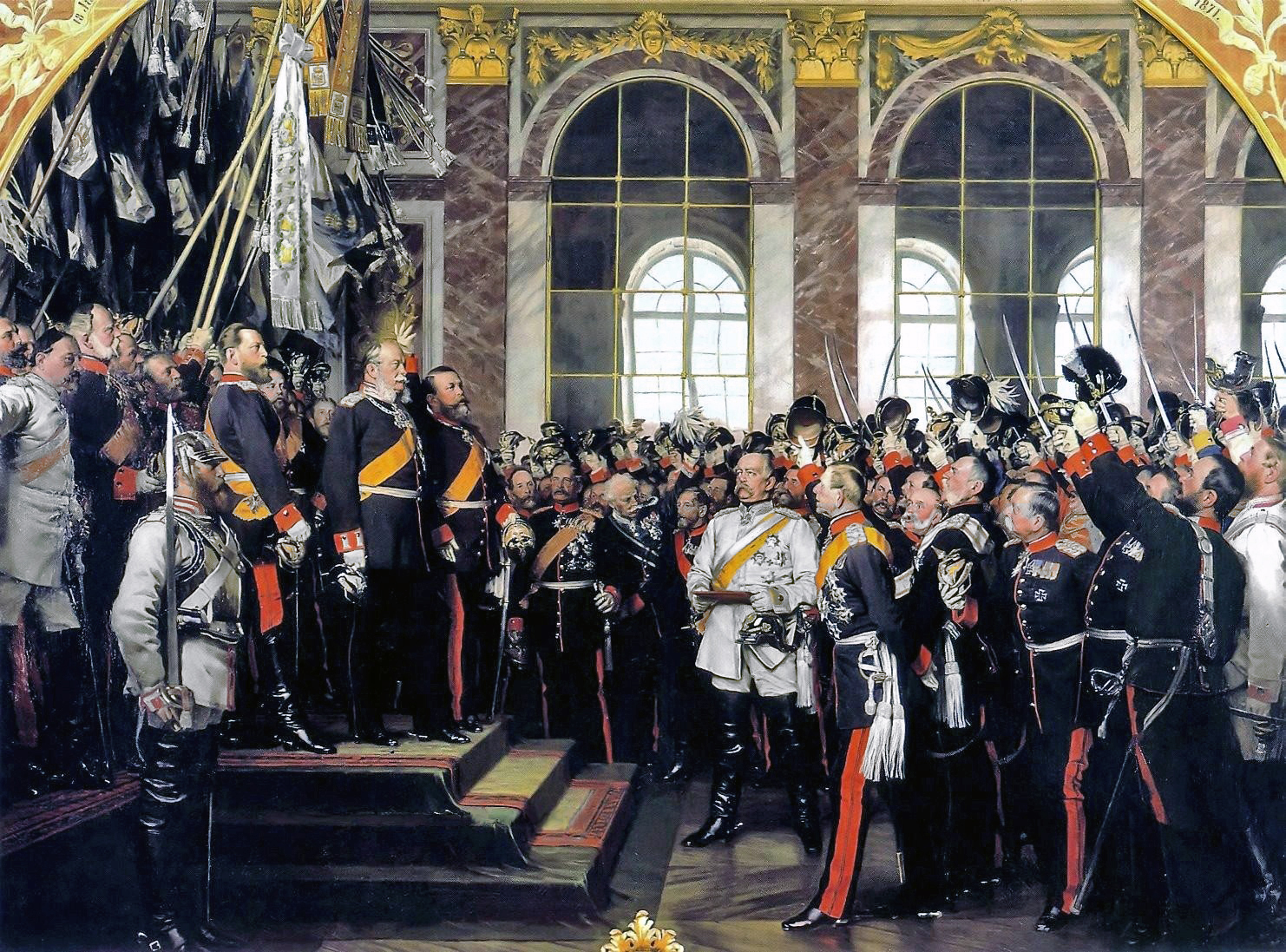
Торжественная церемония провозглашения Вильгельма I германским императором в Версале. В центре (в белом мундире) изображен О. фон Бисмарк

#### Провозглашение империи
Франко-прусская война 1870—1871 была разгромной для французов, особенно сокрушительным было поражение под Седаном. Император Наполеон III был захвачен в плен, а в Париже произошла очередная революция. После этих событий к Пруссии были присоединены Эльзас и Лотарингия, королевства Саксония, Бавария и Вюртемберг. Бисмарк 18 января 1871 года провозгласил создание Второго рейха, где Вильгельм I принял титул императора (кайзера) Германии. Сам Бисмарк, на волне всеобщей популярности, получил титул князя и новое поместье Фридрихсру.

### Борьба с католической оппозицией
Объединение Германии привело к тому, что в одном государстве оказались общины, некогда ожесточенно конфликтовавшие между собой.
Одной из важнейших проблем, вставших перед вновь созданной империей, стал вопрос о взаимодействии между государством и Католической церковью. На этой почве началась Kulturkampf — борьба Бисмарка за культурную унификацию Германии.
Пруссия, игравшая ведущую роль, была определённо протестантской. В принципе, центральное правительство было настроено поддерживать Ватикан как консервативную силу в Европе после ухода французских войск из Италии в 1870 году. Но значительное количество католиков постоянно создавало проблемы. Они имели значительное влияние в малых присоединившихся к Пруссии странах и княжествах. Католики Польских областей, Лотарингии и Эльзаса были вообще настроены к государству отрицательно. При этом у католиков не было единства. Категория «прежних католиков» не признавала решения Ватиканского собора 1869—1870 годов о непогрешимости Папы в вопросах вероучения и тем самым вносила разброд в католический лагерь.
В 1871 году рейхстаг внёс в конституцию «Кафедральный параграф», запрещающий какую-либо политическую пропаганду с церковной кафедры. Поэтому «Культуркампф» велась на периферии, в бывших карликовых государствах и княжествах.
Школьный закон 1873 года поставил все религиозные учебные заведения под контроль государства, стала обязательной регистрация брака государственным учреждением, остановлено финансирование церкви, назначение на церковные должности стало необходимо согласовывать с государством, орден иезуитов был распущен. В ответ на указание Ватикана саботировать эти мероприятия, ряд религиозных деятелей были арестованы или высланы из страны.

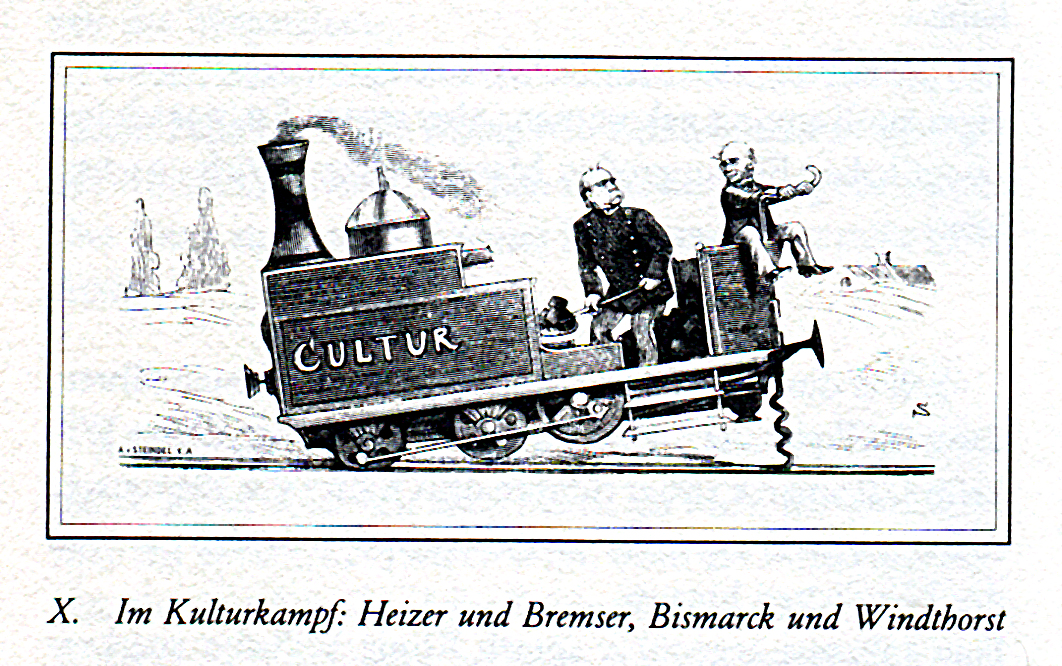
Бисмарк и Виндтхорст

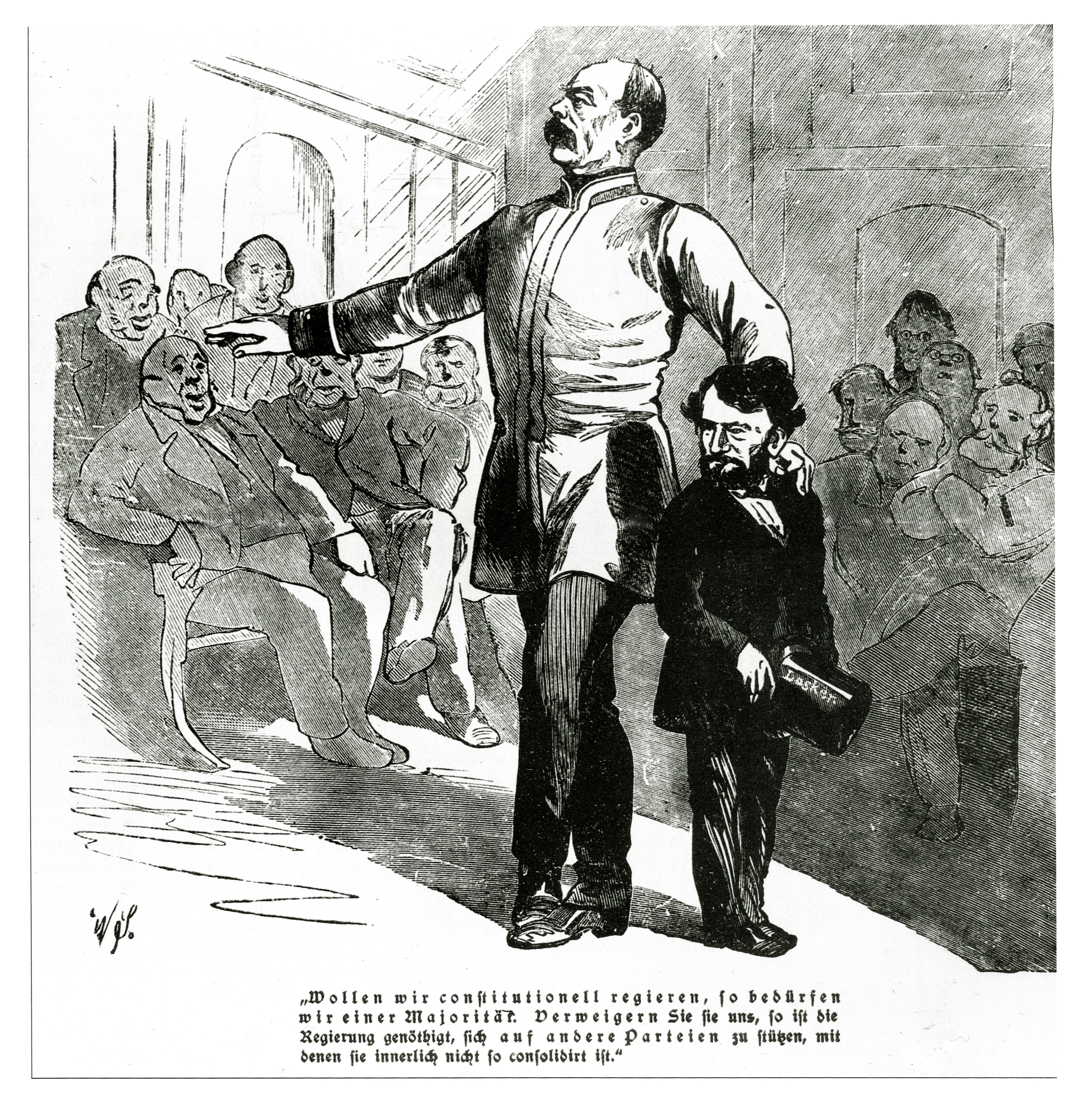
Бисмарк и Ласкер в парламенте

Среди депутатов рейхстага сформировалась мощная оппозиционная коалиция, ядром которой стала недавно созданная католическая партия Центра, объединившаяся с партиями, представляющими национальные меньшинства. Чтобы противостоять клерикализму католического Центра, Бисмарк пошёл на сближение с национал-либералами, которые имели самую большую долю в рейхстаге.
Одним из основателей этой партии был Эдуард Ласкер (1829—1884), приверженец буржуазной идеологии и деятельный борец за предоставление еврейскому населению экономических прав в полном объёме. Выступая в парламенте, Бисмарк настаивал на том, что для обеспечения конституционного большинства необходимо опираться на поддержку даже тех партий, с которыми нет внутреннего единства взглядов.
Бисмарк пошёл навстречу либералам с целью обеспечить с их стороны поддержку своего курса, согласился с предложенными изменениями в гражданском и уголовном законодательстве и обеспечении свободы слова, что далеко не всегда соответствовало его желанию. Однако всё это привело к усилению влияния центристов и консерваторов, которые стали рассматривать наступление против церкви как проявление безбожного либерализма. В результате уже в 1875 году и сам Бисмарк начал рассматривать свою кампанию как серьёзную ошибку.
Длительная борьба с Арнимом и непримиримое сопротивление центристской партии Виндтхорста не могли не отразиться на здоровье и нраве канцлера.

### Укрепление мира в Европе

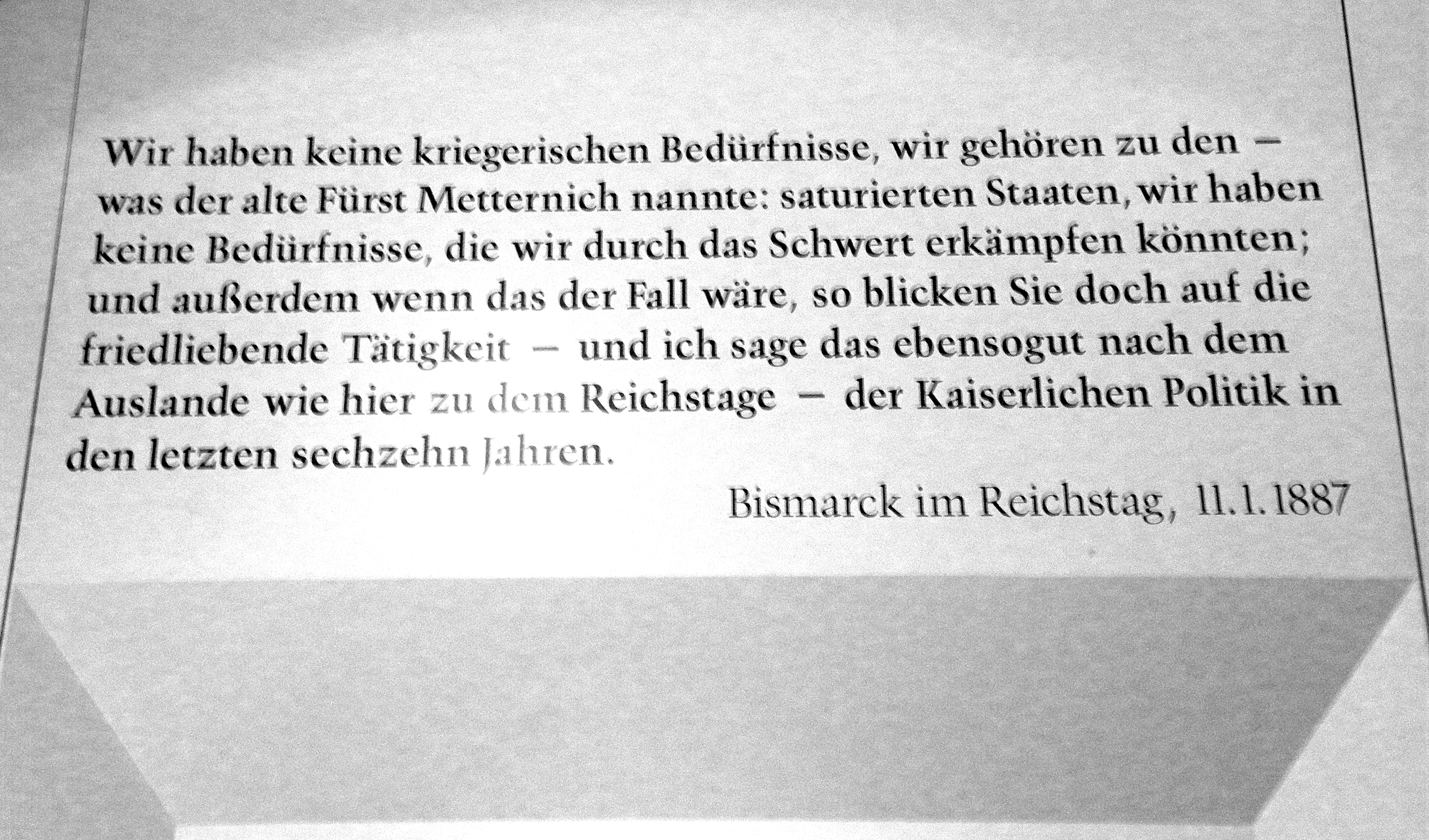
Вводная цитата к экспозиции Баварского военного музея. Ингольштадт

Мы не нуждаемся в войне, мы принадлежим к тому, что старый князь Меттерних имел в виду, а именно к полностью удовлетворённому своим положением государству, которое при необходимости может себя защитить. И, кроме того, даже если это станет необходимым — не забывайте о наших мирных инициативах. И я заявляю об этом не только в Рейхстаге, но особенно и всему миру, что в этом состояла политика кайзеровской Германии все прошедшие шестнадцать лет.

Вскоре после создания Второго рейха Бисмарк убедился в том, что Германия не имеет возможности доминировать в Европе. Ему не удалось реализовать существующую не одну сотню лет идею объединения всех немцев в едином государстве. Этому помешала Австрия, стремившаяся к тому же, но лишь при условии главенствующей роли в этом государстве династии Габсбургов.

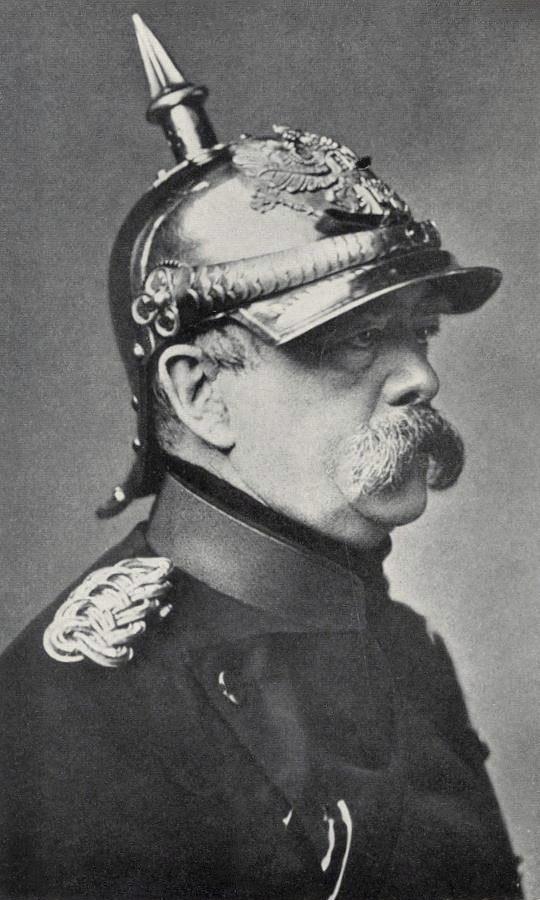
Бисмарк на посту канцлера Германии, 1871 год

Опасаясь французского реванша в будущем, Бисмарк стремился к сближению с Россией. 13 марта 1871 года он подписал вместе с представителями России и других стран Лондонскую конвенцию, отменившую запрет России иметь военный флот в Чёрном море. В 1872 году Бисмарк с А. М. Горчаковым (с которым у Бисмарка были личные отношения, как у талантливого ученика со своим учителем), организовали в Берлине встречу трёх императоров — германского, австрийского и российского. Они пришли к соглашению совместно противостоять революционной опасности. После того у Бисмарка возник конфликт с послом Германии во Франции, Арнимом, который, как и Бисмарк, принадлежал к консервативному крылу, что отдалило канцлера от консервативных юнкеров. Итогом этого противостояния стал арест Арнима под предлогом неправильного обращения с документами.
Бисмарк, учитывая центральное положение Германии в Европе и связанную с этим реальную опасность быть вовлечённой в войну на два фронта, создал формулу, которой следовал в течение всего срока своего правления: «Сильная Германия стремится жить мирно и мирно развиваться». С этой целью она должна иметь сильную армию с тем, чтобы «не быть атакованной кем бы то ни было, кто вынет меч из ножен».
Летом 1875 года Босния и Герцеговина подняли восстание против турецкого владычества. Их поддержали Сербия и Черногория. Турки подавили начатое движение с чрезвычайной жестокостью. Но в 1877 году Россия объявила войну Оттоманской Порте (как тогда говорили «этому больному человеку Европы») и побудила Румынию поддержать её. Война закончилась победой и по условиям заключённого в Сан-Стефано в марте 1878 года мира было создано крупное государство Болгария, вышедшее на побережье Эгейского моря.
В течение всего срока службы, Бисмарк испытывал «кошмар коалиций» (le cauchemar des coalitions), и, фигурально выражаясь, безуспешно пытался, жонглируя, держать пять шаров в воздухе.
Теперь Бисмарк мог надеяться, что Англия будет сконцентрирована на проблеме Египта, возникшей после того, как Франция скупила акции Суэцкого канала, а Россия оказалась вовлечена в решение черноморских проблем, и потому опасность создания антигерманской коалиции значительно уменьшилась. Более того, соперничество между Австрией и Россией на Балканах означало, что Россия нуждается в поддержке со стороны Германии. Таким образом создалась ситуация, когда все значительные силы Европы, за исключением Франции, не в состоянии создавать опасные коалиции без того, чтобы не быть вовлечены во взаимное соперничество.
Одновременно это создавало для России необходимость избегать обострения международной обстановки, и она была вынуждена пойти на потерю некоторых преимуществ своей победы на Лондонских переговорах, которые нашли своё выражение на открывшемся 13 июня в Берлине конгрессе. Он был создан для рассмотрения итогов русско-турецкой войны, на котором председательствовал Бисмарк. Конгресс получился на удивление эффективным, хотя Бисмарку для этого пришлось постоянно лавировать между представителями всех великих держав. 13 июля 1878 года Бисмарк подписал Берлинский трактат с представителями великих держав, установивший новые границы в Европе. Тогда многие из перешедших к России территорий были возвращены Турции, Босния и Герцеговина были переданы Австрии, преисполненный благодарности турецкий султан отдал Британии Кипр.

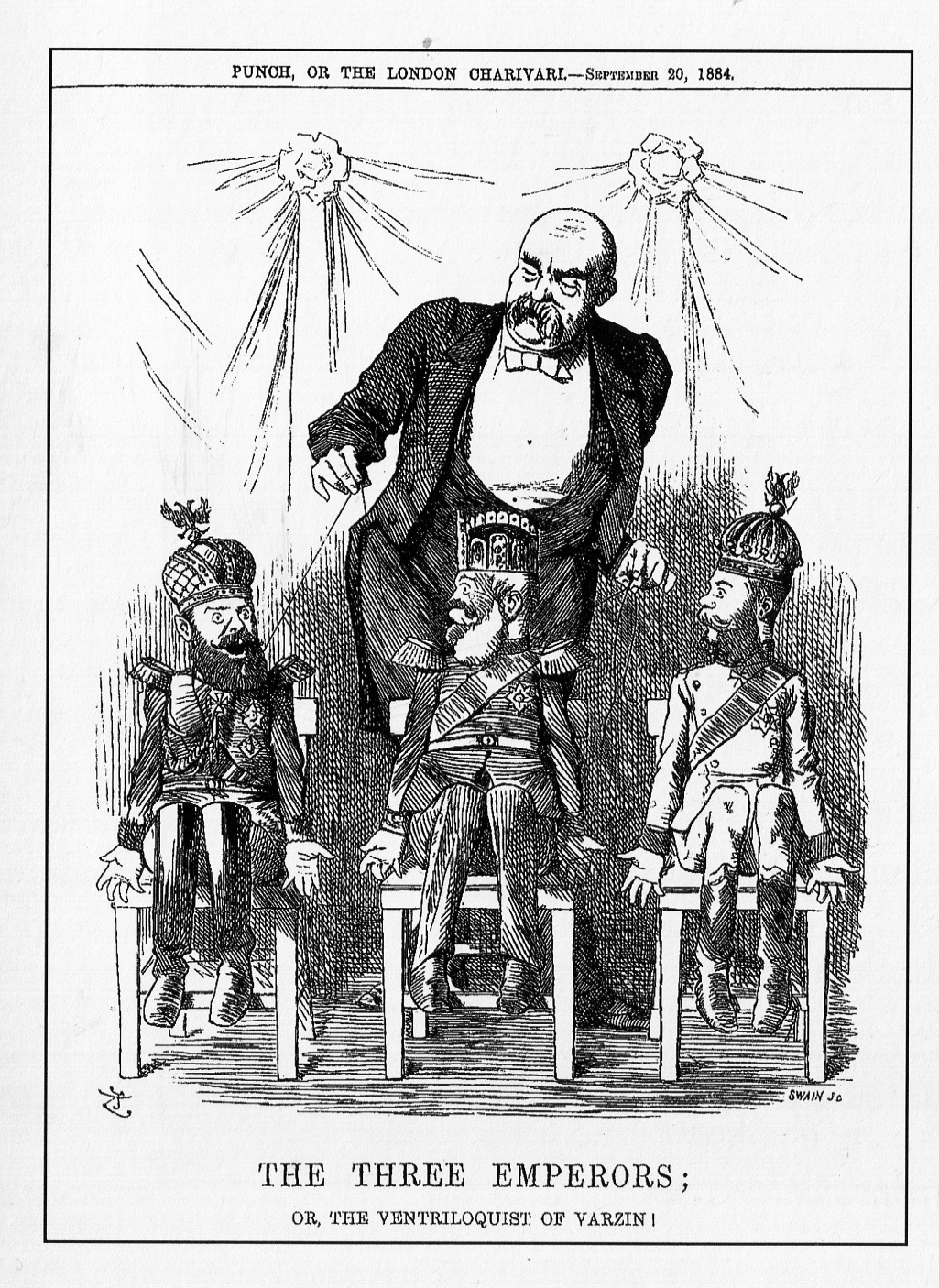
Карикатура из журнала «Панч». Бисмарк манипулирует Россией, Австрией и Германией

В прессе России после этого началась острая кампания панславистов против Германии. Снова возник кошмар коалиции. Находясь на грани паники, Бисмарк предложил Австрии заключить таможенное соглашение, а когда та отказалась, даже договор о взаимном ненападении. Император Вильгельм I был напуган прекращением прежней прорусской ориентации немецкой внешней политики и предупредил Бисмарка о том, что дело идёт к заключению союза между царской Россией и ставшей снова республиканской Францией. При этом он указывал на ненадёжность Австрии как союзника, которая никак не могла разобраться со своими внутренними проблемами, а также на неопределённость позиции Британии.

Феликс Валлотон. Портрет Бисмарка, 1895

Бисмарк пытался оправдать свою линию, указывая, что его инициативы предприняты и в интересах России. 7 октября 1879 года он заключил с Австрией «Двойственный союз», что толкнуло Россию на союз с Францией. Это было фатальной ошибкой Бисмарка, разрушившей близкие отношения России и Германии, установившиеся со времён Освободительной войны в Германии. Между Россией и Германией началась жёсткая тарифная борьба. С этого времени Генеральные штабы обеих стран стали разрабатывать планы превентивной войны друг против друга. Согласно этому договору Австрия и Германия должны были совместно отражать нападение России. Если же Германия подвергнется нападению Франции, Австрия обязалась соблюдать нейтралитет. Для Бисмарка быстро стало ясно, что этот оборонительный союз немедленно превратится в наступательные действия, особенно если Австрия окажется на грани поражения.
В 1879 году ухудшились франко-немецкие отношения, и Россия в ультимативной форме потребовала от Германии не начинать новую войну. Это свидетельствовало о потере взаимопонимания с Россией. В результате по вине Бисмарка Германия оказалась в тяжёлой международной ситуации, грозившей изоляцией. Бисмарк даже подал в этой связи в отставку, но кайзер отказался принять её и отправил канцлера в бессрочный отпуск, продлившийся пять месяцев.
18 июля 1881 года был срочно заключён договор, представляющий собой возрождение «Союза трёх императоров» — России, Германии и Австро-Венгрии. В соответствии с ним участники обязались соблюдать нейтралитет, если даже один из них начнёт войну с любой четвёртой державой. Таким образом Бисмарк обеспечил себе нейтралитет России на случай войны с Францией. Со стороны России это было следствием серьёзного политического кризиса, вызванного необходимостью прекратить начавшуюся неограниченную охоту за представителями государственной власти, которая нашла поддержку со стороны многих представителей буржуазии и интеллигенции.
В 1885 году началась война между Сербией и Болгарией, чьими союзниками были, соответственно, Россия и Австрия. Франция стала поставлять оружие России, и Германия оказалась перед угрозой войны на два фронта, что, если бы это произошло, было равносильно поражению. Пришли вести о том, что Генеральные штабы России и Франции начали разрабатывать планы войны с Германией. Началась тарифная война, связанная с поставками пшеницы и ржи в Германию. Российские активы были переведены из Берлина в Париж.
Однако 18 июня 1887 года Бисмарку всё же удалось заключить Договор перестраховки с Россией. По условиям договора, обе стороны должны были сохранять нейтралитет при войне одной из них с любой третьей великой державой, кроме случаев нападения Германии на Францию или России на Австро-Венгрию. Бисмарк продемонстрировал понимание притязаний России на Босфор и Дарданеллы, зная, что они встретят сопротивление со стороны Средиземноморской Антанты. Сторонники Бисмарка рассматривали этот шаг как новое доказательство дипломатического гения Бисмарка. Однако будущее показало, что это стало лишь временной мерой при попытке избежать надвигающийся международный кризис.
В ноябре 1887-го года канцлер допустил крупный промах, имевший в перспективе самые тяжёлые последствия для его внешней политики. На фоне недавнего Болгарского кризиса и обострения франко-германских отношений в январе-апреле 1887 года, Бисмарк отдал распоряжение Рейхсбанку и прусскому Государственному банку прекратить выдачу ссуд под русские ценные бумаги, объявив их ненадёжными, и одновременно поднял пошлины на зерно, ввозимое из России. Эта акция, рассчитанная на усиление германского влияния над российской экономикой мирными средствами, значительно ухудшила не только финансовые, но и политические отношений между двумя странами. В то время в Германии находилось примерно на 1,2 млрд руб. (при российском бюджете в 769—881 млн. рублей), или на 2,6 млрд марок, русских ценных бумаг (прежде всего гарантированных государством облигаций и акций железных дорог). Германия занимала первое место по размещению российских ценностей, а на долю России приходилось до 20 — 25 % экспорта германского капитала. Для германских финансистов и предпринимателей отток российских бумаг не был критичен, однако российские облигации были оперативно перекуплены французскими банками и выставлены на продажу на Парижской бирже. Потребовались считанные месяцы, чтобы финансовые и товарные потоки лавинообразно изменили свои направления, и правительство Франции, помнившее о военной тревоге в январе-апреле 1887-го года, очень поспособствовало этому процессу. Уже в декабре 1887 года первый государственный заем России в сумме 500 млн франков был размещен на Французской бирже, а в 1889 году задолженность русского правительства французским банкам достигла 2 600 млн франков.
Бисмарк исходил из своей уверенности, что стабильность в Европе может быть достигнута лишь в том случае, если к «Обоюдному договору» присоединится Англия. В 1889 году он обратился к лорду Р. Солсбери с предложением заключить военный союз, но тот категорически отказался. Хотя Британия и была заинтересована в урегулировании колониальной проблемы с Германией, но она не хотела связывать себя никакими обязательствами в Центральной Европе, где находились потенциально враждебные государства Франция и Россия. Надежды Бисмарка на то, что противоречия между Англией и Россией будут способствовать сближению её со странами «Обоюдного договора», не подтвердились.

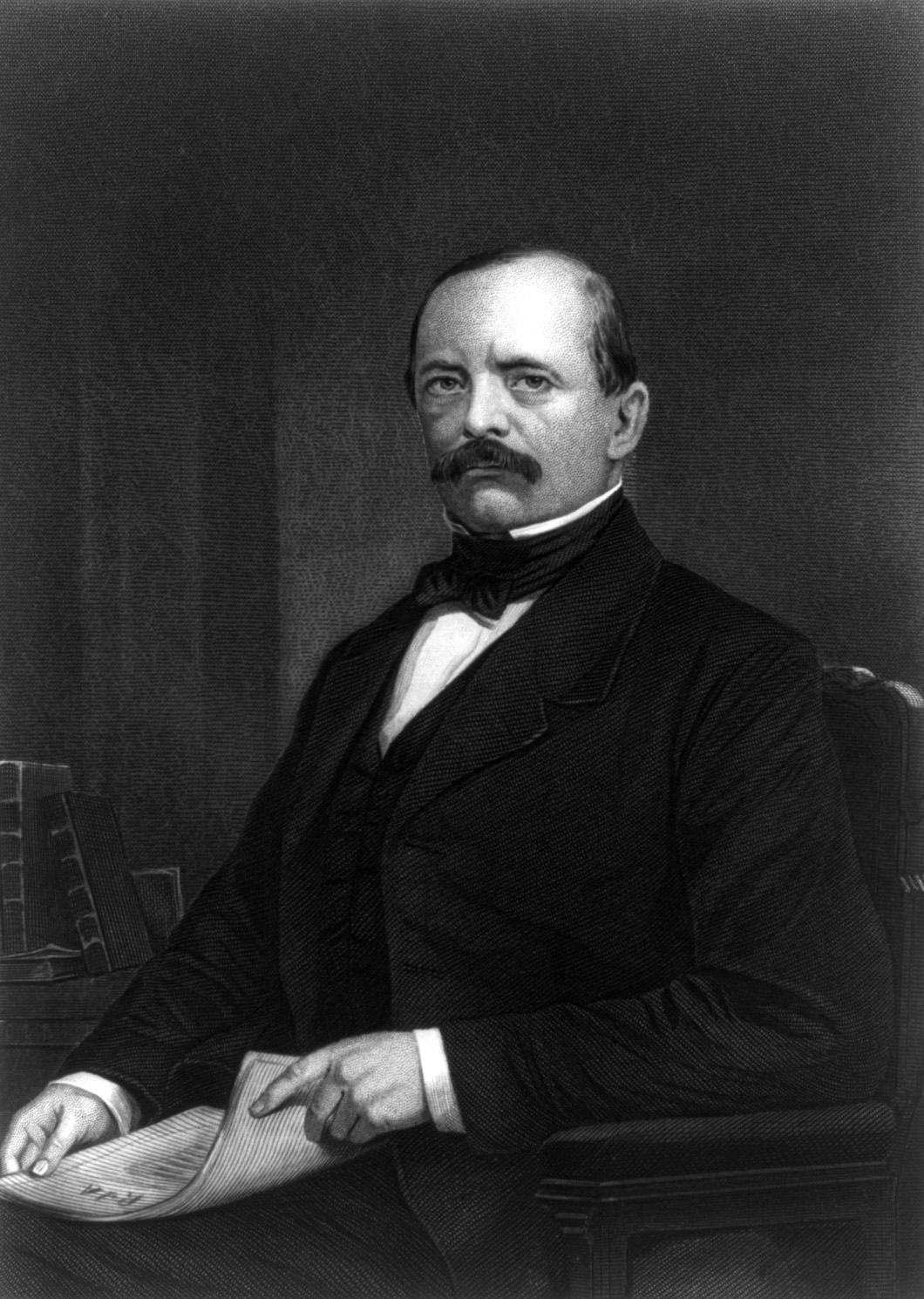
Бисмарк, 1873 год

### Опасность слева, а может, и справа

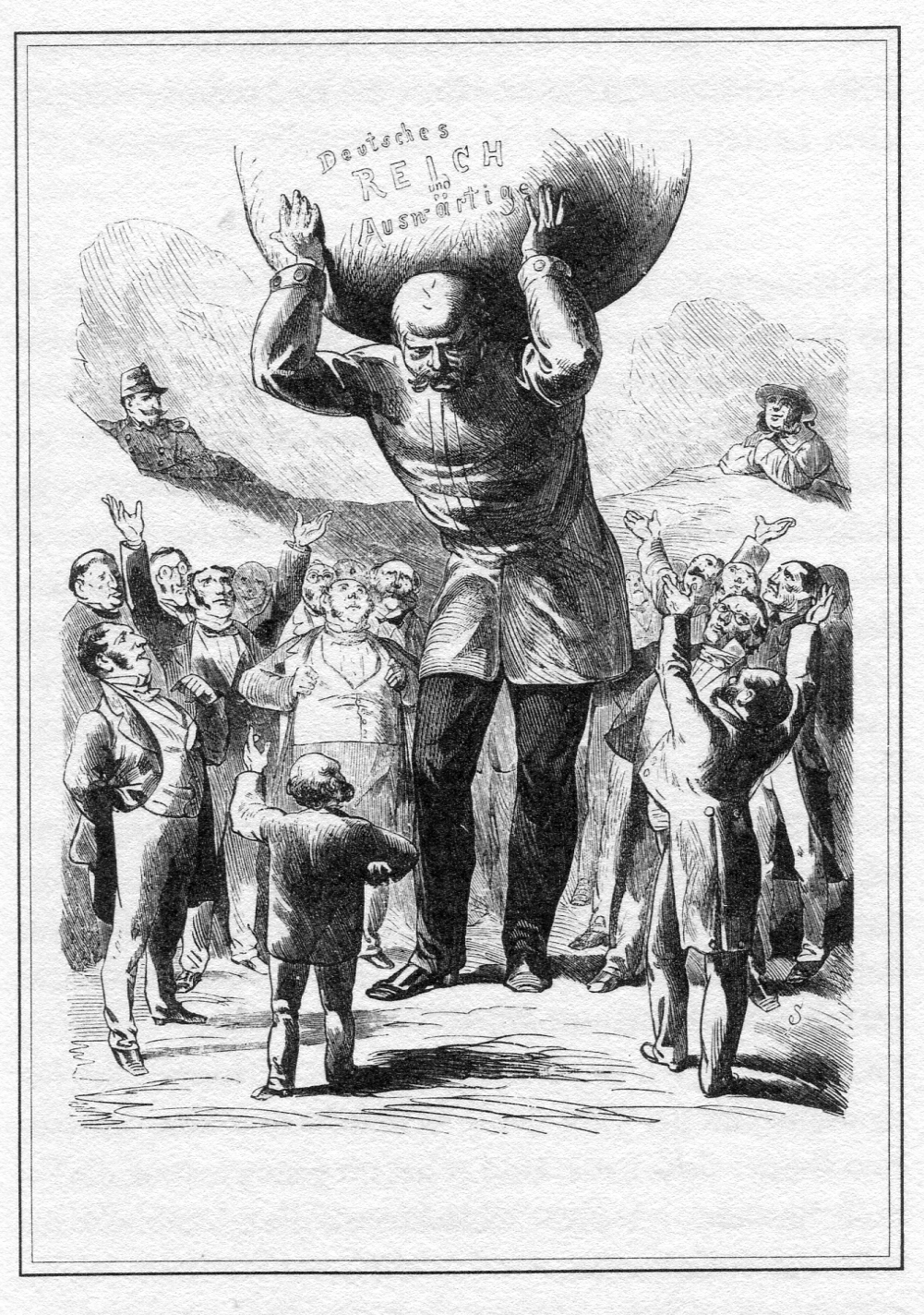
К 60-летию канцлера

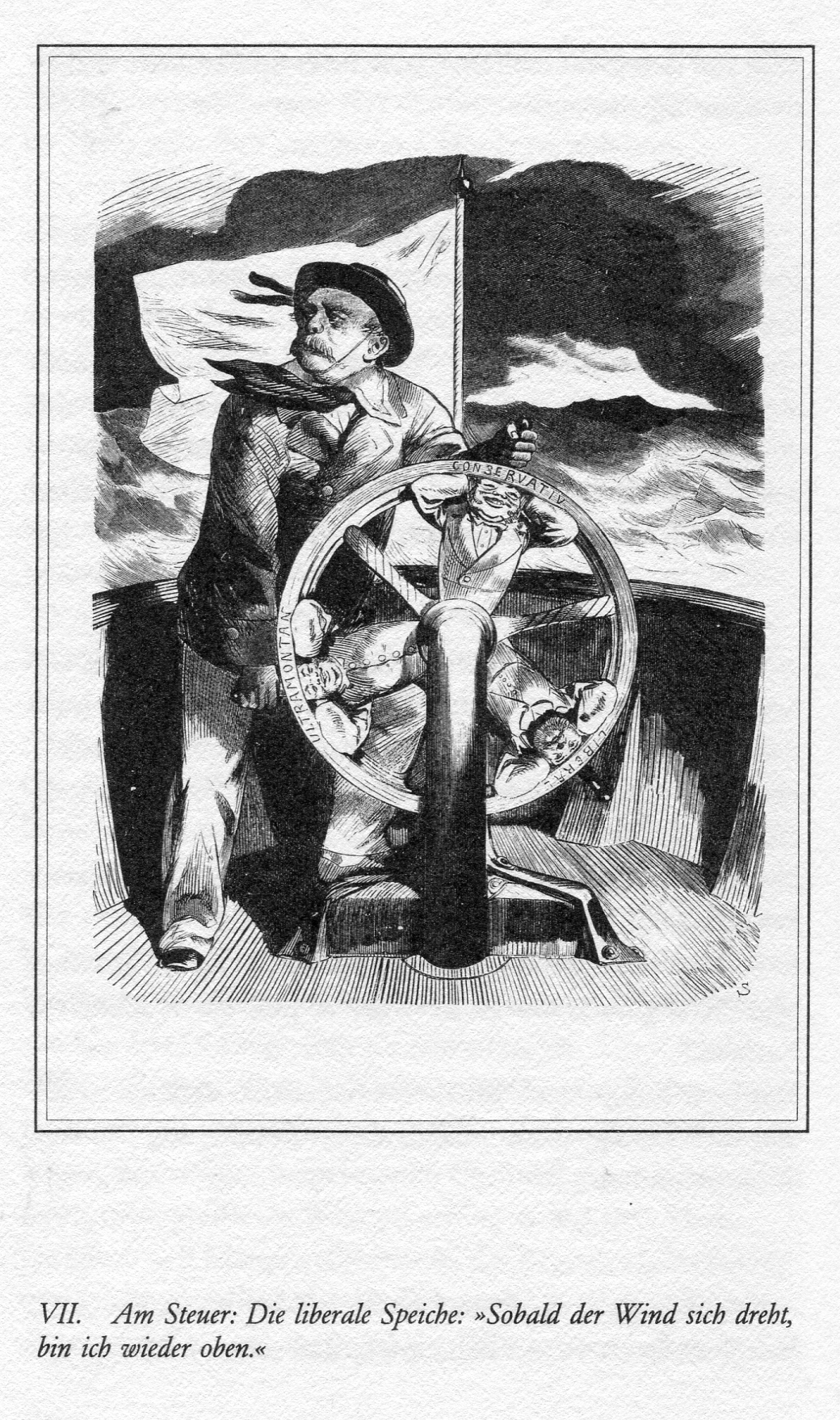
«Пока штормит — я у руля»

Помимо внешней опасности всё сильнее становилась опасность внутренняя, а именно социалистическое движение в индустриальных регионах. Для борьбы с ним Бисмарк попытался принять новое репрессивное законодательство. Бисмарк всё чаще говорил о «красной угрозе», особенно после покушения на императора.
События 1874 года в истории Германии рассматриваются некоторыми как «Второе рождение Второго рейха». В этом году на Бисмарка было совершено покушение в Бад-Киссингене. После этого Бисмарк пытался провести через рейхстаг постановление, дающее право контроля над всеми клубами и ассоциациями, но его отвергли центристы и либеральные прогрессисты, заменив некоторыми изменениями, внесёнными в статьи уголовного кодекса, касающиеся этих объединений. Ласкер, этот блестящий оппонент Бисмарка, пытался провести свой проект, но и он был отклонён. После этого Бисмарк публично обратился к общественному мнению, нарисовав мрачную картину намерения либералов и социалистов разрушить государство, что на этот раз получило поддержку в рейхстаге. На выборах 1877 года Ласкер и его либералы потеряли большинство в парламенте, который заметно качнулся вправо.
11 мая 1878 года подмастерье-жестянщик Макс Гедель совершил покушение на императора во время его следования по Унтер-ден-Линден. Не имея никаких серьёзных доказательств, Бисмарк объявил его членом социал-демократической партии, созданной марксистами-«эйзенахцами» и лассальянцами на объединительной конференции в Готе в 1875 году. На этом основании он потребовал принятия жёсткого закона против социалистов всех мастей. Но член Национал-либеральной партии Бенигсен в бундесрате от лица праволиберальной фракции заявил, что предложение Бисмарка — это «объявление войны рейхстагу», и предложение не прошло.
2 июня 1878 года уже Карл Нобилинг совершил попытку покушения на императора, который был ранен. Бисмарк попытался использовать это как повод для роспуска депутатов, принятия законов против социалистов и получения парламентского большинства для проведения своих тарифных реформ. Но депутация от Бадена высказалась против роспуска парламента. Тогда Бисмарк заявил, что он нуждается в «единодушной поддержке» и стал угрожать подачей в отставку, либо совершением государственного переворота. Бундесрат уступил, и выборы 30 июля 1878 года привели к тому, что уверенное большинство в германском парламенте получили консерваторы и центристы за счёт либералов и социалистов, которые, впрочем, получили на два мандата больше, чем ранее. Это позволило Бисмарку провести через рейхстаг законопроект, направленный против социалистов. Деятельность социал-демократической партии, кроме предвыборной, была запрещена, равно как и её митинги, социалисты были лишены лицензии на свои публикации. Но депутаты-социалисты по-прежнему могли избираться в рейхстаг и беспрепятственно произносить в нём свои тирады против государственной системы, а свои съезды собирать в Швейцарии и оттуда переправлять публикации в Германию.
Ещё одним из итогов новой раскладки сил в Рейхстаге стала возможность провести протекционистские экономические реформы, чтобы преодолеть экономический кризис, начавшийся в 1873 году. Этими реформами канцлеру удалось сильно дезориентировать национал-либералов и привлечь на свою сторону центристов, что несколькими годами ранее было невозможно себе представить. Таким образом, в 1878 году стало ясно, что период проведения Бисмарком политики «Культуркампфа» остался позади. Более того, в то время решающую роль в Рейхстаге закрепили за собой лоббистские группировки, представлявшие интересы производителей зерна и стали. Век парламентской демократии в Германии закончился.
Опасаясь сближения Франции и России, Бисмарк в 1881 году возобновил Союз трёх императоров, но отношения между Германией и Россией продолжали оставаться натянутыми, что усугублялось усилением контактов, в том числе финансовых, между Санкт-Петербургом и Парижем. Опасаясь выступления России и Франции против Германии, в 1882 году, как противовес франко-русскому союзу, был подписан договор о создании Тройственного союза (Германии, Австрии и Италии).
Выборы 1881 года обернулись для Бисмарка поражением: консервативные партии и либералы Бисмарка уступили партии «Центра», прогрессивным либералам и социалистам. Ситуация стала ещё серьёзнее, когда оппозиционные партии объединились для того, чтобы урезать расходы на содержание армии. В очередной раз возникла опасность, что Бисмарк не удержится в кресле канцлера. Постоянная работа и волнения подорвали здоровье Бисмарка — он растолстел и заболел бессонницей. Здоровье ему помог вернуть доктор Швеннигер, который посадил канцлера на диету и запретил пить крепкие вина. Результат не заставил себя ждать — очень скоро к канцлеру вернулась былая работоспособность, и он взялся за дела с новой силой.
Вначале Германия отставала от Англии и Франции в отношении регулирования взаимоотношений между владельцами предприятий (нем. Arbeitgeber — работодателями) и наемными рабочими и служащими. Но Бисмарк замыслил свои пенсионные реформы как средство для превращения рабочего класса в класс лояльных государству и консервативно настроенных, то есть дорожащих своим положением, рентнеров. По мнению Бисмарка, такой государственный капитализм был бы лучшим лекарством от социал-демократии. Он начал с направления в рейхстаг проекта страхования здоровья работающих (1883), который предполагал выплату пособия по болезни, начиная с её третьего дня, максимум на 13 недель. После трёх лет дебатов, в 1884 году было введено страхование от несчастного случая. Компенсация составляла ⅔ от средней зарплаты и начиналась с 14 недели болезни; ответственность за выплату этой компенсации возлагалась на ассоциации предпринимателей, основанные на кооперативных началах (нем. Berufgenossenschaften). Наконец, в 1889 году рейхстагом был принят закон о пенсионном обеспечении в связи с возрастом или утратой работоспособности. Однако суммы, выплачиваемые на основании этого закона, долгое время были крайне невелики, составляя в 1914 году в среднем 152 марки в год, в то время как средняя годовая зарплата равнялась в том же году 1083 маркам.
Эти меры по разным причинам не устраивали как работающих, так и их нанимателей. Более того, они в принципе не могли остановить рост социал-демократического движения, поскольку целью последнего являлось развитие социального контроля, а не социальные компенсации. Тем не менее, разработанные Бисмарком меры трудового страхования намного превосходили те, что были приняты в других промышленно развитых странах, и стали базой для дальнейших социальных реформ.

### Колониальная политика
В 1881 году Бисмарк заявил, что «до тех пор, пока я канцлер, у Германии не будет никакой колониальной политики». Однако, независимо от его воли, в период 1884—1885 годов были созданы немецкие колонии в Юго-Западной и Восточной Африке, в Того и Камеруне, Новой Гвинее, на архипелаге Бисмарка, Соломоновых и Маршалловых островах. Немецкий колониализм сблизил Германию с её вечной соперницей Францией (что обеспечило достаточно стабильные отношения между странами на протяжении 1880—1890-х годов), но создал напряжение в отношениях с Англией.
Во времена Бисмарка в колонии направлялось лишь 0,1 % экспорта, но и импорт из колоний в Германию составлял такую же долю. Бисмарк считал, что содержание колоний весьма дорого обходится как в экономическом плане, так и в политическом, поскольку колонии всегда являются источником неожиданных и тяжёлых осложнений. Колонии отвлекают ресурсы и силы от решения насущных внутренних проблем.
С другой стороны, колонии были возможными рынками сбыта и источниками сырья для развивающейся быстрыми темпами промышленности, а также позволяли выйти на рынки в Африке, Южной Америке и Океании.
В определённые моменты он демонстрировал приверженность к колониальному вопросу, но это было политическим ходом, например, во время выборной кампании 1884 года, когда его обвиняли в отсутствии патриотизма. Кроме того, это делалось для того, чтобы уменьшить шансы принца-наследника Фридриха с его левыми взглядами и далеко идущей проанглийской ориентацией.
К тому же он понимал, что ключевой проблемой для безопасности страны являются нормальные отношения с Англией. В 1890 году был подписан Занзибарский договор: Германия получила от Англии остров Гельголанд, ставший намного позже форпостом немецкого флота в мировом океане, в обмен на некоторые территории в Африке (Виту, Уганда), также договор установил границы колоний сфер влияния Великобритании и Германии в Африке: Германия формально отказалась от притязаний на зависимый от Великобритании султанат Занзибар (кроме прибрежной полосы), а Великобритания признала права Германии на территории между Индийским океаном и Великими Африканскими озёрами. В германской прессе, однако, это было преподнесено как обмен Занзибара и других африканских «королевств» на один маленький остров.
Отто фон Бисмарку удалось втянуть в колониальные дела своего сына Герберта, который занимался урегулированием вопросов с Англией. Но проблем с сыном тоже хватало — он унаследовал от отца только дурные черты и пьянствовал.
В марте 1887 года Бисмарку удалось сформировать устойчивое консервативное большинство в рейхстаге, которое получило прозвище «Картель». На волне шовинистической истерии и угрозы войны с Францией, избиратели решили сплотиться вокруг канцлера. Это дало ему возможность провести через рейхстаг закон о семилетнем сроке службы.
В области внешней политики Бисмарк тогда совершает одну из своих крупнейших ошибок. Поддерживая антирусскую политику Австро-Венгрии на Балканах он самоуверенно поверил в невозможность франко-русского союза («Царь и „Марсельеза“ несовместимы»). Тем не менее он решил заключить с Россией секретный т. н. «договор перестраховки», однако только до 1890 года.

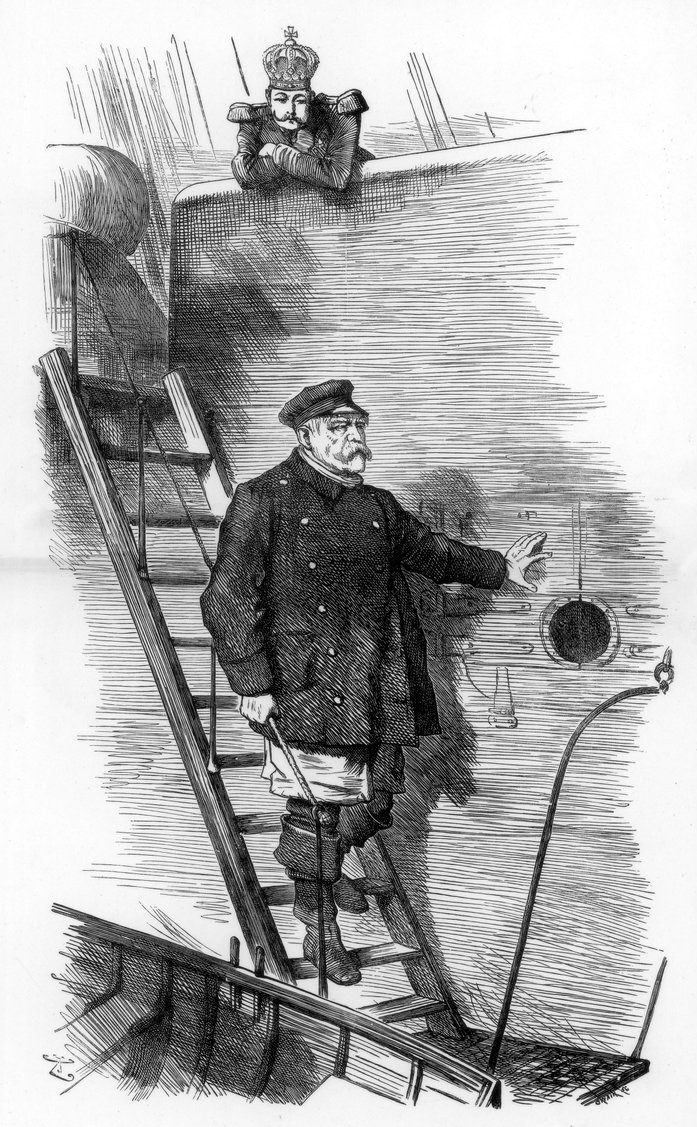
Отставка

В начале 1888 скончался император Вильгельм I, что не предвещало ничего хорошего канцлеру. Новым императором стал смертельно больной раком горла Фридрих III, который к тому времени находился в ужасном физическом и душевном состоянии. Через несколько месяцев он скончался.

### Последние годы жизни
15 июня 1888 года трон империи занял молодой Вильгельм II, который не пожелал находиться в тени влиятельного канцлера. Стареющий Бисмарк подал в отставку, которая была утверждена кайзером 20 марта 1890 года. 75-летний Бисмарк получил почётный титул герцога и звание генерал-полковника кавалерии. Однако совсем от дел он не отошёл: «Вы не можете от меня требовать, чтобы после сорока лет, посвящённых политике, я вдруг вообще ничего не стал бы делать». Бисмарк был выбран депутатом Рейхстага, и Германия отпраздновала его 80-летие, а он принял участие в коронации Всероссийского Императора Николая II.
После отставки Бисмарк решил изложить свои воспоминания, и издать мемуары. Первые два тома были напечатаны в 1898 году и имели большой успех. Третий том увидел свет в 1921 году.
Бисмарк пытался не только повлиять на формирование своего образа в глазах потомков, но и продолжал вмешиваться в современную ему политику, в частности, предпринимал активные кампании в прессе. Нападкам Бисмарка чаще всего подвергался его преемник — Каприви. Косвенно он подвергал критике и императора, которому не мог простить свою отставку. Летом 1891 года Бисмарк принял участие в выборах в рейхстаг, однако, он никогда не принимал участия в работе своего 19-го избирательного округа в Ганновере, ни разу не воспользовался своим мандатом, и в 1893 году сложил свои полномочия.
Кампания в прессе была успешной. Общественное мнение склонилось в пользу Бисмарка, особенно после того, как Вильгельм II стал открыто его атаковать. Авторитет нового рейхсканцлера Каприви особенно сильно пострадал тогда, когда он попытался помешать встрече Бисмарка с австрийским императором Францем Иосифом. Путешествие в Вену превратилось в триумф Бисмарка, который заявил, что не имеет никаких обязанностей перед немецкими властями: «все мосты сожжены».
Вильгельм II был вынужден пойти на примирение. Несколько встреч с Бисмарком в 1894 году прошли хорошо, но не привели к настоящей разрядке в отношениях. То, как непопулярен был Бисмарк в рейхстаге, показали ожесточенные бои вокруг утверждения поздравлений по случаю его 80-летия. Из-за обнародования в 1896 году сверхсекретного договора перестраховки, он привлёк к себе внимание немецкой и иностранной прессы. Это сошло князю с рук, хотя любому другому стоило бы тюремного заключения.
Смерть жены в 1894 году стала сильным ударом для Бисмарка. В 1896 году приехал в Москву, чтобы присутствовать на коронации последнего российского императора Николая II.
Здоровье Бисмарка начало ухудшаться в 1896 году. Ему поставили диагноз гангрена стопы, но он отказался лечиться от неё; в результате ему стало физически трудно ходить, и он часто пользовался инвалидной коляской. К июлю 1898 года он постоянно пользовался инвалидной коляской, у него были проблемы с дыханием, его почти постоянно лихорадило и он испытывал боль. 28-го числа в его состоянии появились улучшения, но затем резко ухудшилось в течение следующих двух дней. Он умер от острого отека лёгких сразу после полуночи 30 июля 1898 года во Фридрихсру на 84-м году жизни. Кайзер Вильгельм II желал устроить Бисмарку помпезные похороны в фамильной усыпальнице Гогенцоллернов, однако семья покойного экс-канцлера выполнила последнюю волю быть погребенным во Фридрихсру.

## Награды

### Германская империя[26][27]
Королевство Пруссия
- Орден Чёрного орла[28]
- Орден Красного орла, большой крест
- Орден «Pour le Mérite» с дубовыми листьями (1884)[29]
- Орден «Pour le Mérite für Wissenschaften und Künste» (1896)[30]
- Орден Дома Гогенцоллернов, великий командор
- Железный крест 1-го класса (1871)
- Железный крест 2-го класса (1870)
- Дубовые листья к Железному кресту (1895)
- Орден Короны 1-го класса
- Орден Вильгельма
- Орден Святого Иоанна Иерусалимского
- Спасательная медаль
- Военная почётная медаль 1-го класса

Герцогства Ангальт-Бернбург, Ангальт-Дессау, Ангальт-Кётен
- Династический орден Альбрехта Медведя

Королевство Бавария
- Орден Святого Губерта

Великое герцогство Баден
- Орден Верности, большой крест с золотой цепью (1871)

Герцогство Брауншвейг
- Орден Генриха Льва, большой крест

Королевство Вюртемберг
- Орден Вюртембергской короны, большой крест

Великое герцогство Гессен
- Орден Людвига, большой крест
- Орден Филиппа Великодушного, большой крест

Великое герцогство Мекленбург-Шверин
- Орден Вендской короны, большой крест с короной в золоте

Великое герцогство Ольденбург
- Орден Заслуг герцога Петра-Фридриха-Людвига, большой крест

Герцогства Саксен-Альтенбург, Саксен-Кобург-Гота, Саксен-Мейнинген:
- Орден Саксен-Эрнестинского дома, большой крест

Великое герцогство Саксен-Веймар-Эйзенах
- Орден Белого сокола, большой крест

Королевство Саксония
- Орден Рутовой короны

Почётный гражданин Кёльна (1875).

### Иностранные[26]
Австрийская империя, Австро-Венгрия
- Королевский венгерский орден Святого Стефана, большой крест (1864)[31]
- Орден Железной короны 1-й степени

Бельгия
- Орден Леопольда I, большой крест

Королевство Ганновер
- Королевский Гвельфский орден, большой крест

Ландграфство Гессен-Кассель
- Орден Золотого льва

Королевство Греция
- Орден Спасителя, большой крест

Дания
- Орден Данеброг, великий командор

Султанат Занзибар
- Орден Бриллиантовой звезды Занзибара[англ.], большой крест

Испания
- Орден Золотого руна (1875)[28][32]

Королевство Италия
- Высший орден Святого Благовещения[28]

Люксембург
- Орден Дубовой короны, большой крест

Нидерланды
- Орден Нидерландского льва, большой крест

Османская империя
- Орден Османие 1-й степени
- Золотая медаль «За отличие» («Имтияз»)

Персия
- Портрет шаха с бриллиантами
- Орден Льва и Солнца 1-й степени

Королевство Португалия
- Орден Башни и Меча, большой крест[33]

Святой Престол
- Верховный орден Христа

Российская империя
- Орден Святого апостола Андрея Первозванного (05.06.1867)
- Орден Святого Александра Невского (13.03.1862)
- Орден Белого орла
- Орден Святой Анны 1-й степени
- Орден Святого Станислава 1-й степени

Королевство Румыния
- Орден Звезды Румынии, большой крест

Сан-Марино
- Орден Святого Марина, большой крест

Королевство Сербия
- Орден Белого орла, большой крест

Сиам
- Орден Белого слона, большой крест

Тунис
- Орден Славы, большой крест

Французская империя
- Орден Почётного легиона, большой крест (28.04.1865)[34]

Шведско-норвежская уния
- Орден Серафимов (31.05.1875)[28]

Японская империя
- Высший орден Хризантемы

## Память

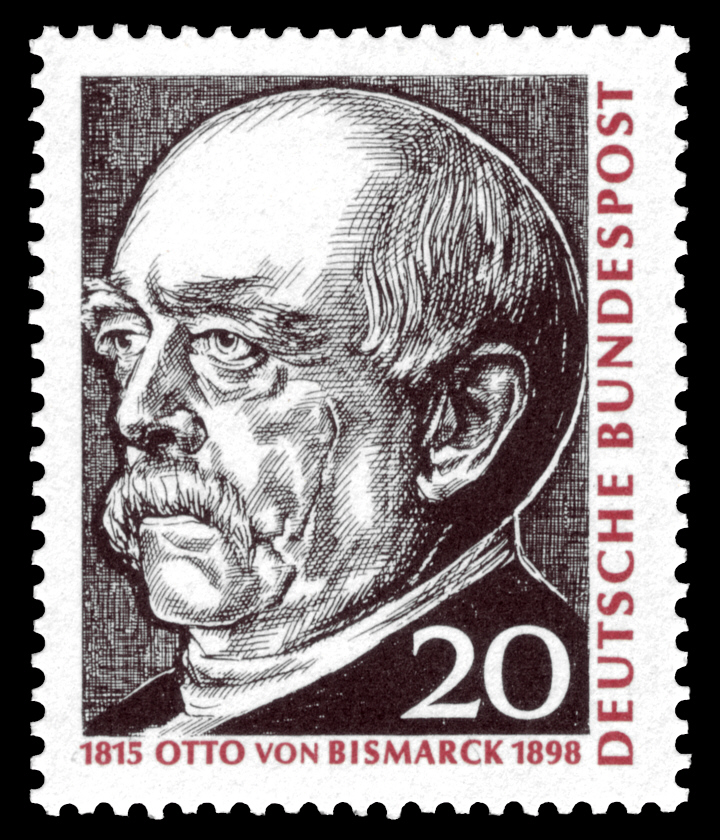
Почтовая марка Немецкой федеральной почты (1965) по случаю 150-летия со дня рождения Бисмарка

- В Германии имеется несколько памятников создателю Второго рейха, но самым грандиозным из них стала 34-метровая фигура Бисмарка, создававшаяся в течение 5 лет по проекту Гуго Ледерера. Закончена в 1906 году и установлена на берегу Эльбы в Гамбурге[35]

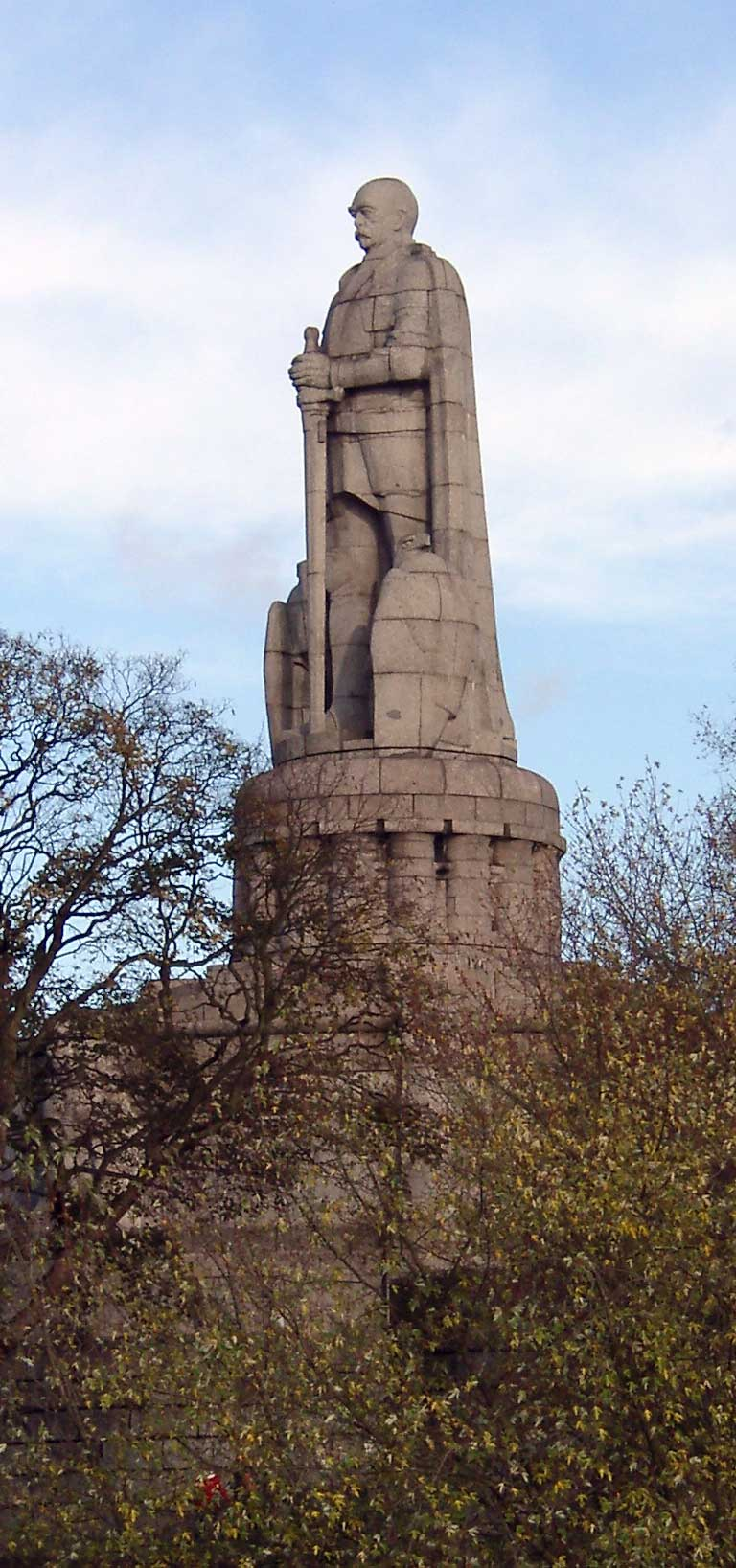
Памятник Бисмарку в Гамбурге.
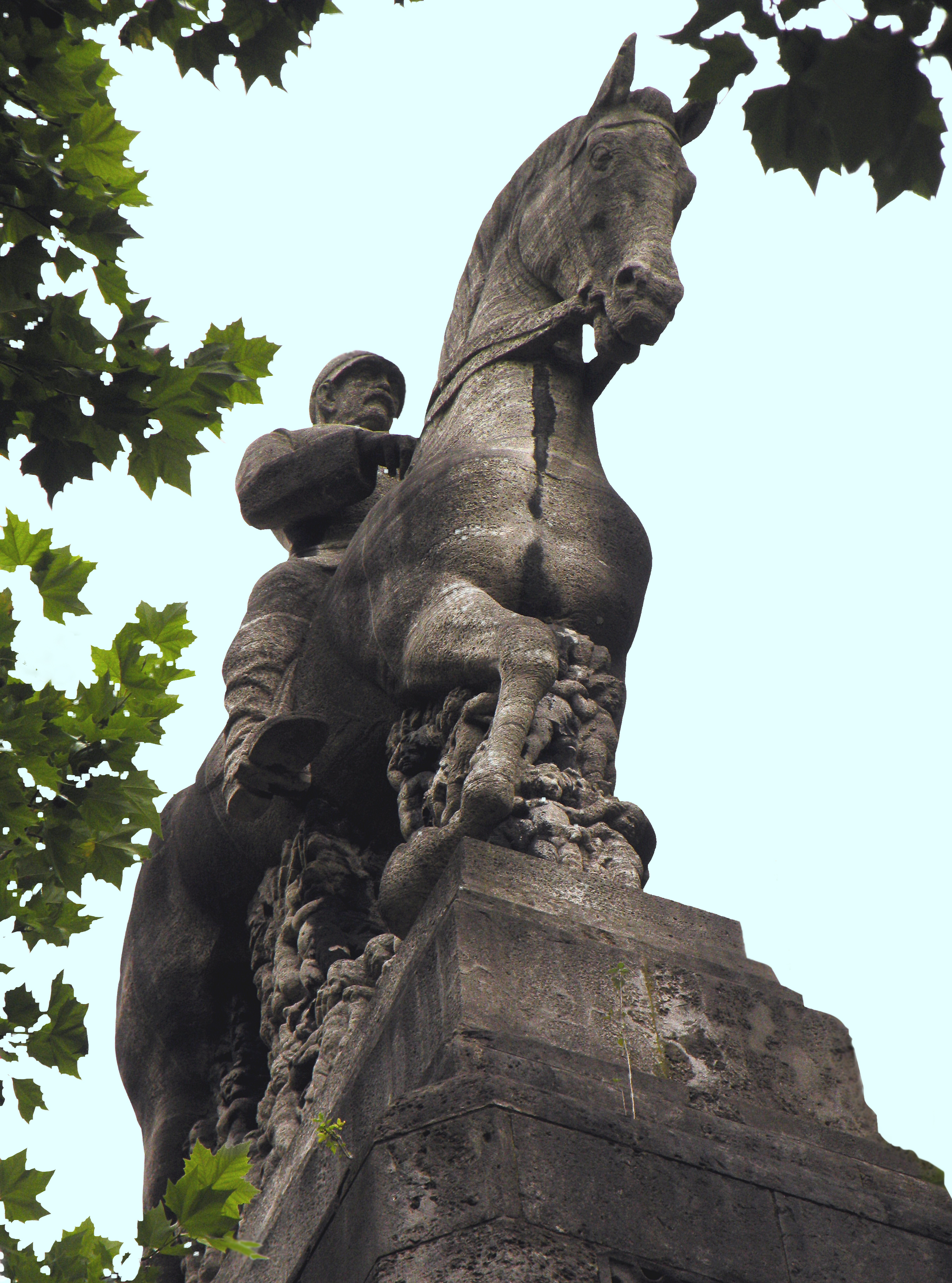
Памятник Бисмарку в Нюрнберге
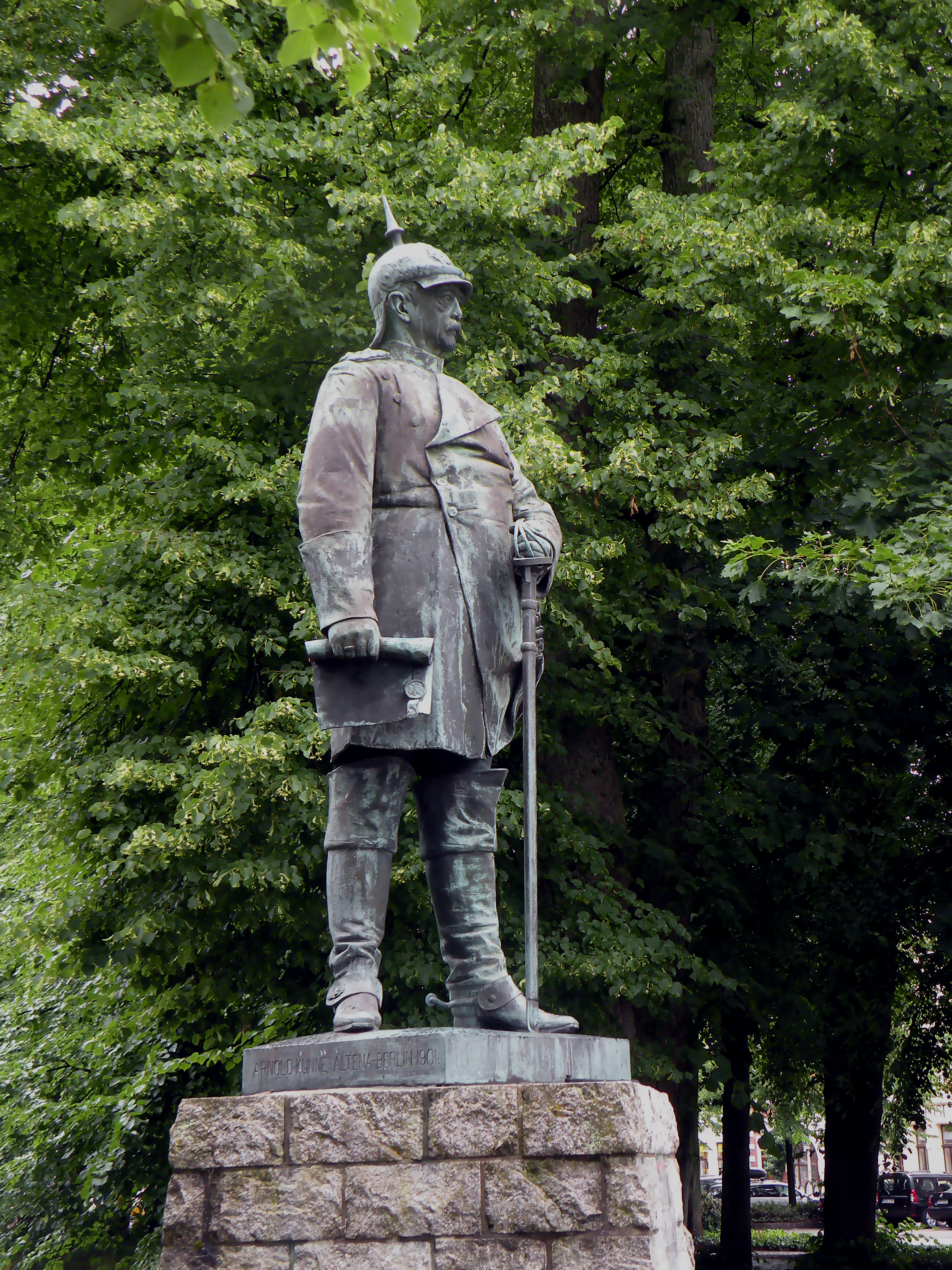
Памятник Бисмарку в Нордене
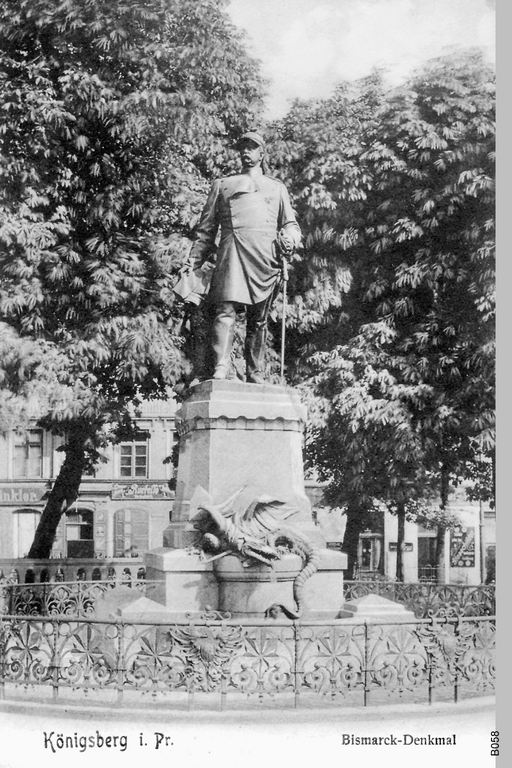
Памятник Бисмарку в Кёнигсберге (1901), переплавлен в 1947 году
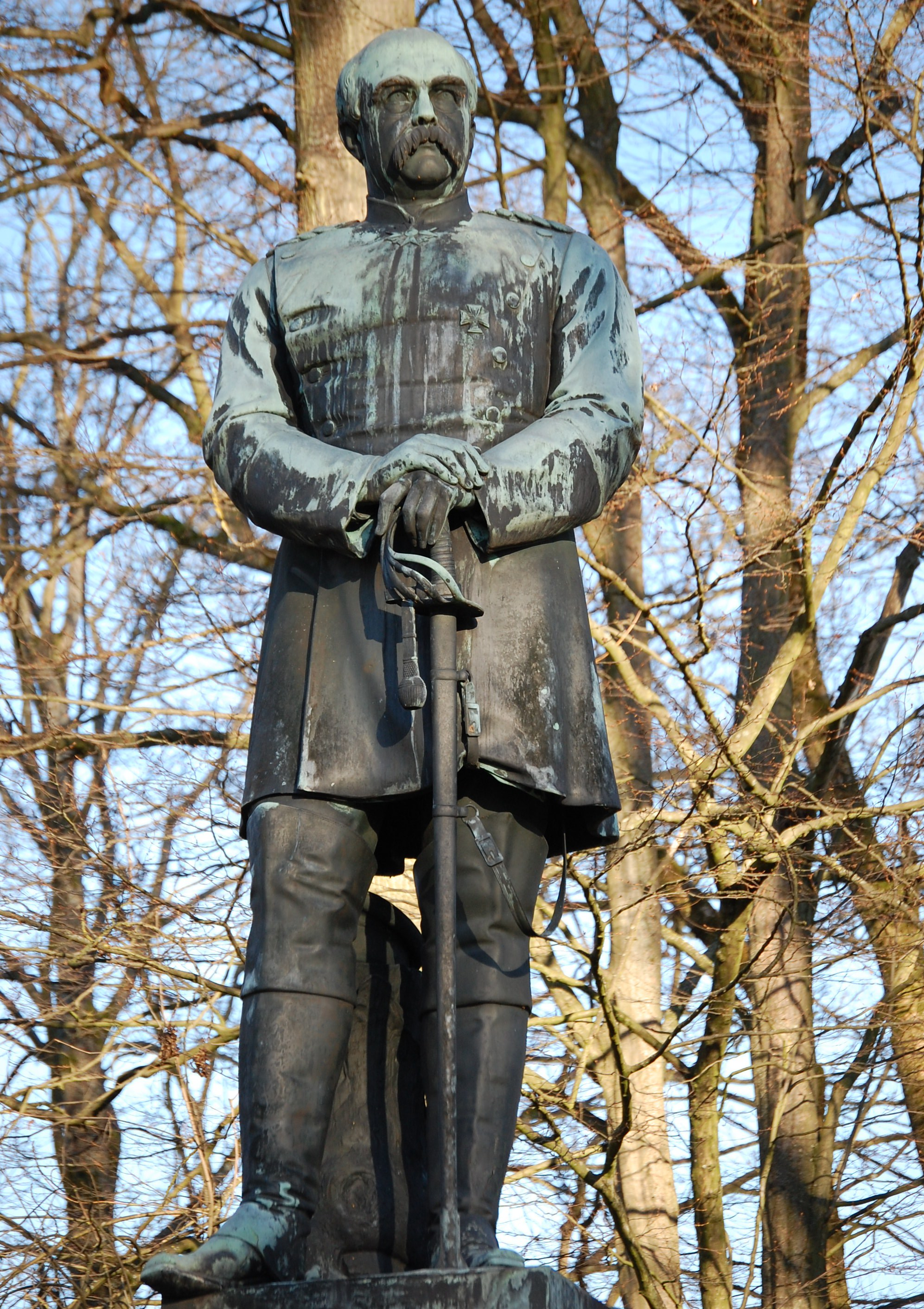
Памятник Бисмарку в Бад-Киссингене.
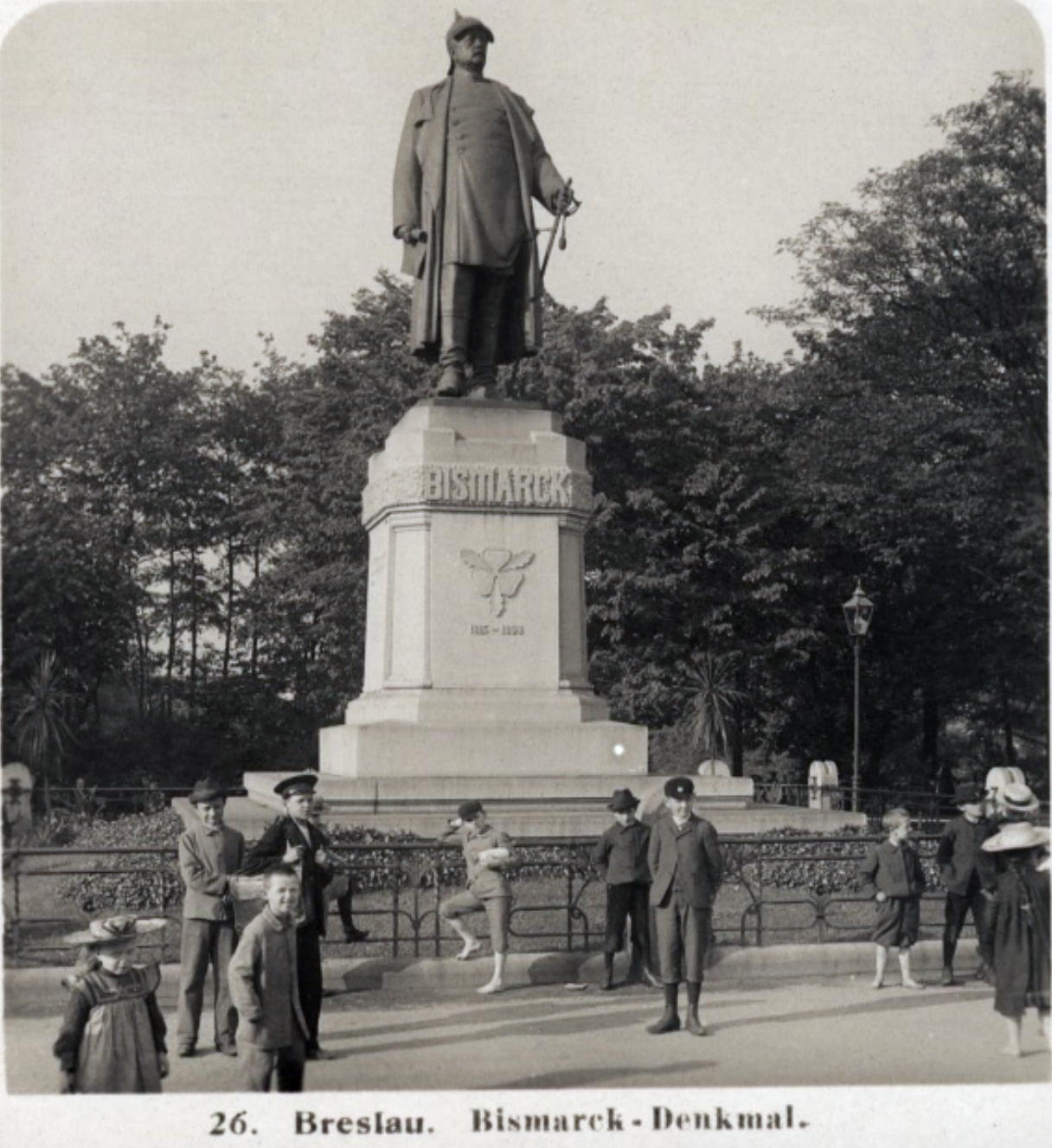
Памятник Отто фон Бисмарку в Бреслау

- В Петербурге (на доме 50 по Английской наб.) установлена мемориальная доска, посвящённая Бисмарку (1998).
- Именем Бисмарка был назван линкор, флагман Кригсмарине.
- Бисмарк являлся почётным гражданином многих немецких городов, в том числе Гамбурга.
- Его именем назван архипелаг и море в Тихом океане.
- В честь Бисмарка при жизни была названа столица штата США Северная Дакота.
- Мыс Бисмарк, на острове Северный архипелага Новая Земля[36][уточнить]
- В честь «Железного канцлера» назван популярный немецкий суп (айнтопф): Пихельштайнер или Рагу Бисмарка
- Присутствует в видеоигре Civilization V как лидер Германской цивилизации.

В кинематографе
- В фильме «Бисмарк» (1940) — Пауль Хартман.
- В фильме «Герои Шипки» (1954) — Николай Симонов.
- В фильме «Людвиг II: Блеск и падение короля» (1955) — Фридрих Домин.
- В фильме «Год как жизнь» (1966) — Эрих Гербердинг.
- В фильме «Королевский блеск» (1975) роль Бисмарка исполнил Оливер Рид.
- В историческом сериале «1864[дат.]» (2014) его сыграл Райнер Бок[нем.].
- В фильме «Людвиг Баварский» (нем. Ludwig II.) (2012) — Бернд Биркхан.

В музыке
- Композиция исполнителя Miyagi, совместно с TumaniYO и KADI, — Bismark, из альбома Buster Keaton, посвящена Бисмарку.

## Историография
За более чем 150 лет со дня рождения Бисмарка возникало много разных вариантов толкования его личной и политической деятельности, некоторые из них взаимно противоположны. Вплоть до окончания Второй мировой войны в немецкоязычной литературе преобладали писатели, точка зрения которых находилась под влиянием собственного политического и религиозного мировоззрения. Историк Карина Урбах отметила (1998): «Его биографию преподавали по меньшей мере шести поколениям, и можно с уверенностью сказать, что каждое следующее поколение изучало другого Бисмарка. Ни один другой немецкий политик не был использован и искажен так сильно, как он».

### Времена империи
Споры вокруг фигуры Бисмарка существовали ещё при его жизни. Уже в первых, иногда многотомных, биографических изданиях подчеркивалась сложность и неоднозначность Бисмарка. Социолог Макс Вебер в 1895 году критически оценил роль Бисмарка в процессе объединения Германии: «Дело его жизни заключалось не только во внешнем, но и внутреннем единении нации, но каждый из нас знает: этого достичь не удалось. Этого невозможно достичь его методами». Теодор Фонтане в последние годы своей жизни написал литературный портрет, в котором сравнил Бисмарка с Валленштейном. Оценка Бисмарка с точки зрения Фонтане существенно отличается от оценки большинства современников: «Он великий гений, но маленький человек».
Негативная оценка роли Бисмарка долгое время не находила поддержки, частично благодаря его мемуарам. Они стали почти неисчерпаемым источником цитат для его поклонников. В течение десятилетий книга лежала в основе представления о Бисмарке патриотически настроенными гражданами. В то же время это ослабило критический взгляд на основателя империи. При жизни Бисмарк имел личное влияние на свой образ в истории, поскольку контролировал доступ к документам, а иногда поправлял рукописи. После смерти канцлера контроль за формированием образа в истории взял на себя его сын, Герберт фон Бисмарк.
Профессиональная историческая наука не могла избавиться от влияния роли Бисмарка в объединении немецких земель и присоединилась к идеализации его образа. Генрих фон Трейчке изменил своё отношение к Бисмарку с критического, превратившись в преданного поклонника. Основание Германской империи он называл самым ярким примером героизма в истории Германии. Трейчке и другие представители малонемецко-борусской школы истории были очарованы силой характера Бисмарка. Биограф Бисмарка Эрих Маркс писал в 1906 году: «На самом деле должен признать: жить в те времена было таким огромным опытом, что все, что имеет к этому отношение, представляет ценность для истории.» Однако Маркс, вместе с другими историками времён Вильгельма, такими как Генрих фон Зибель, отмечал противоречивость роли Бисмарка в сравнении с достижениями Гогенцоллернов. Так, в 1914 году в школьных учебниках основателем Германской империи назывался не Бисмарк, а Вильгельм I.
Решающий вклад в возвеличивание роли Бисмарка в истории был сделан в Первую мировую войну. По случаю 100-летия со дня рождения Бисмарка в 1915 году были выпущены статьи, которые даже и не скрывали свою пропагандистскую цель. В патриотическом порыве историки отмечали обязанности немецких солдат оборонять добытое Бисмарком единство и величие Германии от иностранных захватчиков, и в то же время умалчивали о многочисленных предупреждениях Бисмарка о недопустимости такой войны посреди Европы. Исследователи Бисмарка, такие как Эрих Маркс, Мак Ленц и Хорст Коль изображали Бисмарка как проводника немецкого воинственного духа.

### Веймарская республика
Поражение Германии в войне и создание Веймарской республики не изменили идеалистического образа Бисмарка, поскольку элита историков осталась верна монарху. В таком беспомощном и хаотическом состоянии Бисмарк был как ориентир, отец, гений, на которого следует равняться, чтобы покончить с «версальским унижением». Если и выражалась какая-то критика его роли в истории, то она касалась малонемецкого пути решения германского вопроса, а не военного или навязанного объединения государства. Традиционализм уберегал от появления инновационных биографий Бисмарка. Обнародование очередных документов в 1920-е годы в очередной раз помогло подчеркнуть дипломатическую сноровку Бисмарка. Самую популярную в то время биографию Бисмарка написал 1926 году Эмиль Людвиг, в которой был представлен критически-психологический анализ, по которым Бисмарк был изображен фаустовским героем в исторической драме XIX века.

### Третий рейх и эмиграция
В период нацизма чаще изображалась историческая наследственность между Бисмарком и Адольфом Гитлером, чтобы закрепить за нацистской Германией ведущую роль в движении немецкого единства. Эрих Маркс, пионер исследования Бисмарка, подчеркнул эти идеологизированные исторические интерпретации. В Великобритании также изображали Бисмарка как предшественника Гитлера, который стоял в начале особого пути Германии. По ходу Второй мировой войны вес Бисмарка в пропаганде несколько уменьшался; с 1941 года не упоминалось его предупреждение о недопустимости войны с Россией. Зато консервативные представители движения сопротивления увидели в Бисмарке своего проводника.
В 1944 году был напечатан труд Арнольда Оскара Майерса «Бисмарк. Человек и государственный деятель» (нем. Bismarck der Mann und der Staatsmann), в которой Бисмарк был изображен в национальных и народнических красках. В этой книге традиция восхваления Бисмарка в имперском стиле достигла наивысшей точки. Из-за поражения во Второй мировой войне и последующего разделения Германии политизированная интерпретация Майерса уже не имела большого влияния на переоценку Бисмарка в профессиональной исторической науке.
Важный критический труд обнародовал немецкий юрист в эмиграции Эрих Эйк, написав биографию Бисмарка в трёх томах. Он критиковал Бисмарка за циничное отношение к демократическим, либеральным и гуманистическим ценностям и возложил на него ответственность за разрушение демократии в Германии. Система союзов была очень ловко построена, но, будучи искусственным построением, была обречена на распад от рождения. Однако и Эйк не мог не удержаться от восхищения фигурой Бисмарка: «Но никто, где ни был, не может не согласиться с тем, что он [Бисмарк] был главной фигурой своего времени… Никто не может не удержаться от восхищения силой обаяния этого человека, который всегда любопытен и важен».

### Послевоенный период до 1980 года
После Второй мировой войны влиятельные немецкие историки, в частности Ганс Ротфельдс и Теодор Шидер, придерживались хоть и разнопланового, но все же позитивного взгляда на Бисмарка.
Фридрих Мейнеке, бывший почитатель Бисмарка, доказывал в 1946 году в книге «Германская катастрофа» (нем. Die deutsche Katastrophe), что болезненное поражение немецкого национального государства перечеркнуло все восхваления Бисмарка в обозримом будущем.
Британец Алан Тейлор обнародовал в 1955 году психологическую, и не в последнюю очередь из-за этого ограниченную, биографию Бисмарка, в которой он попытался показать борьбу между отцовским и материнским началами в душе своего героя. Тейлор положительно охарактеризовал инстинктивную борьбу Бисмарка за порядок Европе с агрессивной внешней политикой вильгельмовской эры.
Первая послевоенная биография Бисмарка, написанная Вильгельмом Момзеном, отличалась от трудов предшественников стилем, который претендует на трезвость и объективность. Момзен подчеркивал политическую гибкость Бисмарка, и полагал, что его неудачи не могут затмить успехов государственной деятельности.
В 1960-х и 1970-х годах интерес западногерманских историков к «великим фигурам» сильно упал. Зато больше внимания уделялось исследованию политических, социальных и культурных структур, в которые они были встроены, и на работу которых они имели влияние.
В социально-исторической школе, которая образовалась вокруг критиковавшего Бисмарка Ганса-Ульриха Велера, как проблему рассматривали практику Бисмарка проведения кампаний против мнимых врагов государства (социал-демократы, иезуиты, и т. д.). Интеграция путём усиления страхов против общего врага была использована канцлером для того, чтобы объединить общество в новую империю. Политикой «собирания земель» Бисмарку удалось удовлетворить интересы двух самых влиятельных групп: основных землевладельцев (юнкеров) и крупных промышленников. Велер охарактеризовал в 1973 году систему правления Бисмарка как бонапартистскую диктатуру, с наличием элементов харизматизма, популизма и традиционализма. Впоследствии Велер попытался проанализировать состояние Бисмарка с применением понятия «харизматического повелителя» Макса Вебера.
В конце 1970-х образовалось движение социальных историков против биографических исследований. С тех пор стали выходить биографии Бисмарка, в которых он изображён или в крайне светлых, или тёмных красках. Общей чертой большинства новых биографий Бисмарка является попытка синтеза влияния Бисмарка и описания его положения в социальных структурах и политических процессах того времени.
Необычным путём пошёл Фриц Штерн, который написал в 1978 году двойную биографию: Бисмарка и приближенного к нему банкира Герсона Бляйхрёдера. Лотар Гал описал в 1980 году на примере Бисмарка образ «белого революционера», которым пользовались Людвиг Бамбергер и Генри Киссинджер. В соответствии с этим образом Бисмарк, будучи ярым сторонником монархии, ради сохранения консервативных структур был вынужден разрушить существующий общественный строй и сделать модернизацию. Наконец, он высвободил силы, которые не смог удержать под своим контролем, и которые действовали вопреки современным тенденциям.
Американский историк Отто Пфланце выпустил между 1963 и 1990 годами многотомную биографию Бисмарка, в которой, в отличие от других, на первый план была поставлена личность Бисмарка, исследованная средствами психоанализа. Пфланце подверг Бисмарка критике за его обращение с политическими партиями и подчинение конституции собственным целям, что создало негативный прецедент для подражания. Согласно Пфланце, образ Бисмарка как объединителя немецкой нации происходит от самого Бисмарка, который с самого начала стремился лишь к усилению власти Пруссии над основными государствами Европы.
Восточногерманский историк Эрнст Энгельберг выпустил в 1985 году биографию Бисмарка, которая вызвала недоумение в Западной Германии, поскольку, учитывая преследования социалистов со стороны канцлера, она рассматривала его в очень привлекательном свете. Энгельберг, как и остальные восточноевропейские историки того времени, считал, что создание империи было шагом на пути к прогрессу, который дал рабочему классу национальное единство. Энгельберг рассматривал Бисмарка не как авантюриста, а как целенаправленного политика, недостатки характера которого можно объяснить социальными устоями юнкерства. Ответственность за Первую мировую войну лежит не на Бисмарке, а на его преемниках.